# Pruszcz Gdański
Pruszcz Gdański (niem. Praust, kaszub. Pruszcz, Pruszcz Gduńsczi) – miasto w województwie pomorskim, siedziba powiatu gdańskiego, nad rzeką Radunią, należące do aglomeracji trójmiejskiej, przylega do południowej części Gdańska.
Pruszcz Gdański leży przy wylocie z Gdańska drogi krajowej nr 91 oraz głównej linii kolejowej do Warszawy. Na południe od miasta rozpoczyna się obwodnica trójmiejska, a niedaleko tego miejsca znajduje się także węzeł drogowy Rusocin, stanowiący początek autostrady A1.
Według danych GUS z 31 grudnia 2023 r., Pruszcz Gdański liczył 32 093 mieszkańców i był pod względem liczby ludności trzynastym miastem w województwie pomorskim.

## Środowisko naturalne
Pruszcz Gdański leży na styku Żuław Wiślanych i Pojezierza Kaszubskiego, co ma duży wpływ na zróżnicowanie typów krajobrazu w najbliższej okolicy. Przez miasto przepływa rzeka Radunia. W miejscowości znajduje się początek Kanału Raduni. Zabudowa miasta skupia się głównie u podnóża Pojezierza Wschodniopomorskiego i łagodnie przechodzi ku równinie deltowej Wisły.
Według danych z 2005 Pruszcz Gdański ma obszar 16,47 km², w tym:
- użytki rolne: 26%;
- użytki leśne: 0%.

Miasto stanowi 2,08% powierzchni powiatu.
Intensywne opady w lipcu 2001 spowodowały, że pod wodą znalazł się stadion, siedziba ówczesnego MOSiR, a także piwnice domów w pobliżu ul. Mickiewicza, gdzie woda z Raduni zaczęła wybijać ze studzienek instalacji burzowej. Również Kanał Raduni wylał się na ulice Grunwaldzką i Krótką, zalewając piwnice i partery okolicznych domów. W rezultacie tych zdarzeń przystąpiono do budowy zbiorników retencyjnych. Jako pierwszy powstał zbiornik na strudze Rotmanka, który po kilku latach zdublowano drugim. Jako kolejne powstały zbiorniki otwarte przy ul. Obrońców Wybrzeża i na Osiedlu Komarowo. Przebudowano także kanalizację burzową pod ulicami Wojska Polskiego, Kochanowskiego, Korzeniowskiego, Słowackiego, Skalskiego, Kasprowicza, Olszewskiego i Strzeleckiego, magazynując wodę w rurach o większym przekroju oraz zbudowano siedem podziemnych zbiorników retencyjnych przy ulicach: Grunwaldzkiej w okolicy siedziby OREW, Podkomorzego, Olszewskiego, Azaliowej, przy boisku Centrum Kultury i Sportu oraz dwa zbiorniki przy ul. Powstańców Warszawy.
Względy ochrony przeciwpowodziowej spowodowały w efekcie powstanie na terenie miasta 11 zbiorników retencyjnych, ostatni z nich, o powierzchni 17 600 m kw. i pojemności ponad 15 tys. m sześciennych, powstał na Potoku Rotmanka. W latach 2021–2022 kosztem ponad 12 mln zł zbudowano kolejny zbiornik w rejonie ul. Garncarskiej, mający na celu zmniejszenie napływu wody do Strugi Gęś.

## Demografia
Dane z 31 grudnia 2023 r.:
Liczba mieszkańców: 32 093 w tym kobiety 16 681 (52%) i mężczyźni (48%) 15 412.
Gęstość zaludnienia: 1 948,6 osób/km²
Średni wiek mieszkańców: 39,2 lata

## Ludność
Według danych udostępnianych przez Główny Urząd Statystyczny liczba ludności w mieście Pruszcz przedstawia się następująco na przestrzeni lat:
| Rok  | Ludność | Mężczyzn    | Kobiet      |
| ---- | ------- | ----------- | ----------- |
| 1960 | 7 800   | brak danych | brak danych |
| 1970 | 13 100  | brak danych | brak danych |
| 1975 | 16 200  | brak danych | brak danych |
| 1980 | 18 500  | brak danych | brak danych |
| 1990 | 21 100  | brak danych | brak danych |
| 1995 | 21 318  | 10 358      | 10 960      |
| 1996 | 21 470  | 10 426      | 11 044      |
| 1997 | 21 509  | 10 438      | 11 071      |
| 1998 | 21 585  | 10 455      | 11 130      |
| 1999 | 22 187  | 10 723      | 11 464      |
| 2000 | 22 367  | 10 801      | 11 566      |
| 2001 | 22 661  | 10 958      | 11 703      |
| 2002 | 22 897  | 11 013      | 11 884      |
| 2003 | 23 187  | 11 150      | 12 037      |
| 2004 | 23 529  | 11 325      | 12 204      |
| 2005 | 23 800  | 11 425      | 12 375      |
| 2006 | 24 276  | 11 633      | 12 643      |
| 2007 | 25 143  | 11 976      | 13 167      |
| 2008 | 25 626  | 12 215      | 13 411      |
| 2009 | 26 298  | 12 516      | 13 782      |
| 2010 | 27 678  | 13 205      | 14 473      |
| 2011 | 28 095  | 13 402      | 14 693      |
| 2012 | 28 621  | 13 674      | 14 947      |
| 2013 | 28 858  | 13 794      | 15 064      |
| 2014 | 29 226  | 13 981      | 15 245      |
| 2015 | 29 589  | 14 150      | 15 439      |
| 2016 | 30 106  | 14 379      | 15 727      |
| 2017 | 30 468  | 14 501      | 15 967      |
| 2018 | 30 878  | 14 676      | 16 202      |
| 2019 | 31 326  | 14 929      | 16 397      |
| 2020 | 31 578  | 16 505      | 15 073      |
| 2021 | 31 949  | 16 696      | 15 253      |
| 2022 | 32 031  | 15 394      | 16 637      |
| 2023 | 32 093  | 15 412      | 16 681      |

Pruszcz Gdański jest niewielkim miastem z liczbą mieszkańców wynoszącą 32 093, z czego 52,0% stanowią kobiety, a 48,0% mężczyźni. W latach 2002–2023 liczba mieszkańców wzrosła o 40,2%. Średni wiek mieszkańców wynosi 39,2 lat i jest nieznacznie mniejszy od średniego wieku mieszkańców województwa pomorskiego oraz mniejszy od średniego wieku mieszkańców całej Polski. Mieszkańcy Pruszcza Gdańskiego zawarli w 2022 roku 154 małżeństw, co odpowiada 4,8 małżeństwom na 1000 mieszkańców. Jest to więcej od wartości dla województwa pomorskiego oraz znacznie więcej od wartości dla Polski. W tym samym okresie odnotowano 1,6 rozwodów przypadających na 1000 mieszkańców. Jest to wartość porównywalna do wartości dla województwa pomorskiego oraz wartość porównywalna do wartości dla kraju. 29,2% mieszkańców Pruszcza Gdańskiego jest stanu wolnego, 57,4% żyje w małżeństwie, 7,2% mieszkańców jest po rozwodzie, a 5,9% to wdowy/wdowcy. Pruszcz Gdański ma dodatni przyrost naturalny wynoszący 61. Odpowiada to przyrostowi naturalnemu 1,91 na 1000 mieszkańców Pruszcza Gdańskiego. W 2022 roku urodziło się 301 dzieci, w tym 49,2% dziewczynek i 50,8% chłopców. Średnia waga noworodków to 3 407 gramów. Współczynnik dynamiki demograficznej, czyli stosunek liczby urodzeń żywych do liczby zgonów wynosi 1,20 i jest znacznie większy od średniej dla województwa oraz znacznie większy od współczynnika dynamiki demograficznej dla całego kraju. W 2022 roku 34,7% zgonów w Pruszczu Gdańskim spowodowanych było chorobami układu krążenia, przyczyną 26,8% zgonów w Pruszczu Gdańskim były nowotwory, a 6,3% zgonów spowodowanych było chorobami układu oddechowego. Na 1000 ludności Pruszcza Gdańskiego przypada 7.51 zgonów. Jest to znacznie mniej od wartości średniej dla województwa pomorskiego oraz znacznie mniej od wartości średniej dla kraju. W 2022 roku zarejestrowano 572 zameldowań w ruchu wewnętrznym oraz 374 wymeldowań, w wyniku czego saldo migracji wewnętrznych wynosi dla Pruszcza Gdańskiego 198. W tym samym roku 18 osób zameldowało się z zagranicy oraz zarejestrowano 7 wymeldowań za granicę - daje to saldo migracji zagranicznych wynoszące 11. 60,5% mieszkańców Pruszcza Gdańskiego jest w wieku produkcyjnym, 20,7% w wieku przedprodukcyjnym, a 18,7% mieszkańców jest w wieku poprodukcyjnym.
Pruszcz z wynikiem +34,21% znalazł się na trzecim miejscu w rankingu polskich miast pod względem tempa przyrostu ludności w latach 2004-2020, po Piasecznie (+45,06%) i Grodzisku Mazowieckim (+36,97%).

## Rada Miasta
| Ugrupowanie                                                      | Kadencja 2002–2006 | Kadencja 2006–2010 | Kadencja 2010–2014 | Kadencja 2014–2018 | Kadencja 2018–2023 | Kadencja 2024–2029 |
| ---------------------------------------------------------------- | ------------------ | ------------------ | ------------------ | ------------------ | ------------------ | ------------------ |
| Sojusz Lewicy Demokratycznej                                     | 9 (SLD-UP)         | 2 (LiD)            | 2                  | –                  | –                  | _                  |
| Prawo i Samorządność                                             | 1                  | –                  | –                  | –                  | –                  | _                  |
| Odpowiedzialność z Wyboru                                        | 1                  | –                  | –                  | –                  | –                  | _                  |
| Porozumienie Samorządowe Wspólne Miasto                          | 9                  | –                  | –                  | –                  | –                  | _                  |
| KWW Janusza Wróbla Wspólne Miasto                                | –                  | –                  | –                  | –                  | 16                 | 16                 |
| Razem Dla Pruszcza I Okolic                                      | 1                  | –                  | –                  | –                  | –                  | _                  |
| Prawo i Sprawiedliwość                                           | –                  | 4                  | 3                  | –                  | 4                  | 2                  |
| Platforma Obywatelska                                            | –                  | 11                 | 14                 | 16                 | –                  | _                  |
| Przyjazny Pruszcz                                                | –                  | 2                  | –                  | –                  | –                  | _                  |
| Stowarzyszenie Przyjaciół Pruszcza Gdańskiego I Okolicznych Gmin | –                  | 2                  | –                  | –                  | –                  | _                  |
| Więzi 2010                                                       | –                  | –                  | 2                  | –                  | –                  | _                  |
| Samorządność Miasta Pruszcz Gdański                              | –                  | –                  | –                  | 5                  | –                  | _                  |
| Porozumienie Samorządowe dla Pruszcza Gdańskiego                 | –                  | –                  | –                  | –                  | 1                  | _                  |
| KWW Działamy dla Miasta Pruszcz Gdański                          | _                  | _                  | _                  | _                  | _                  | 3                  |

## Historia

### Pradzieje na obszarze Pruszcza Gdańskiego
Pierwsi osadnicy na terenie zajmowanym przez dzisiejsze miasto pojawili się ok. VIII w. p.n.e. Bliskie położenie względem Morza Bałtyckiego było korzystnym czynnikiem rozwoju osady. W okresie Imperium Rzymskiego była ona jednym z kluczowych portów przy dawnym ujściu Wisły. To właśnie tu kwitło wytwórstwo oraz docierała większość ekspedycji kupieckich, przemierzających od II w. p.n.e. do IV w. n.e. szlak bursztynowy. Podczas prac archeologicznych na stanowiskach zlokalizowanych na obszarze miasta archeolodzy odnajdują groby, urny pogrzebowe, wyroby z brązu, szkła czy bursztynu, a także rzymskie czy arabskie monety – pod względem liczby zabytków i stanowisk archeologicznych obecny Pruszcz ustępuje jedynie Gdańskowi. W październiku 2014 r. na terenie Pruszcza odkryto najstarszą fajkę na terenie Polski, pochodzącą z kręgu wpływów fenickich lub arabskich i mającą do 2,5 tys. lat. Okres wędrówek ludów, trwający od IV do VII w., był okresem schyłkowym funkcjonowania ośrodka handlowego na terenie Pruszcza, co spowodowane było upadkiem Imperium Rzymu, oraz cofaniem się wybrzeża morskiego na skutek którego funkcje portowe u ujścia Wisły przejął powstały później Gdańsk.

### Średniowiecze
Średniowiecze to okres pomorskich książąt i lokalnego rycerstwa władającego osadami w sąsiedztwie Pruszcza. W przekazach historycznych znajdują się liczne historie dotyczące miejscowych wielmożów – Bartłomieja i Piotra z Rusocina, Jarosława z Osieka czy Chwalimira i Wojciecha Stefanowiców. 18.10.1367 na mocy dokumentu wydanego przez komtura gdańskiego Ludwiga von Essen nastąpiła lokacja wsi na prawie niemieckim, co w przypadku Pruszcza oznaczało przeorganizowanie istniejącej tu wcześniej osady. W okresie świetności zakonu krzyżackiego rycerze zakonni poczynili szereg inwestycji, fortyfikując miejscowość i stwarzając z pruszczańskiej wsi zaplecze dla warownego Gdańska. Krzyżacy nadali też Pruszczowi znaczące przywileje.

### I Rzeczpospolita

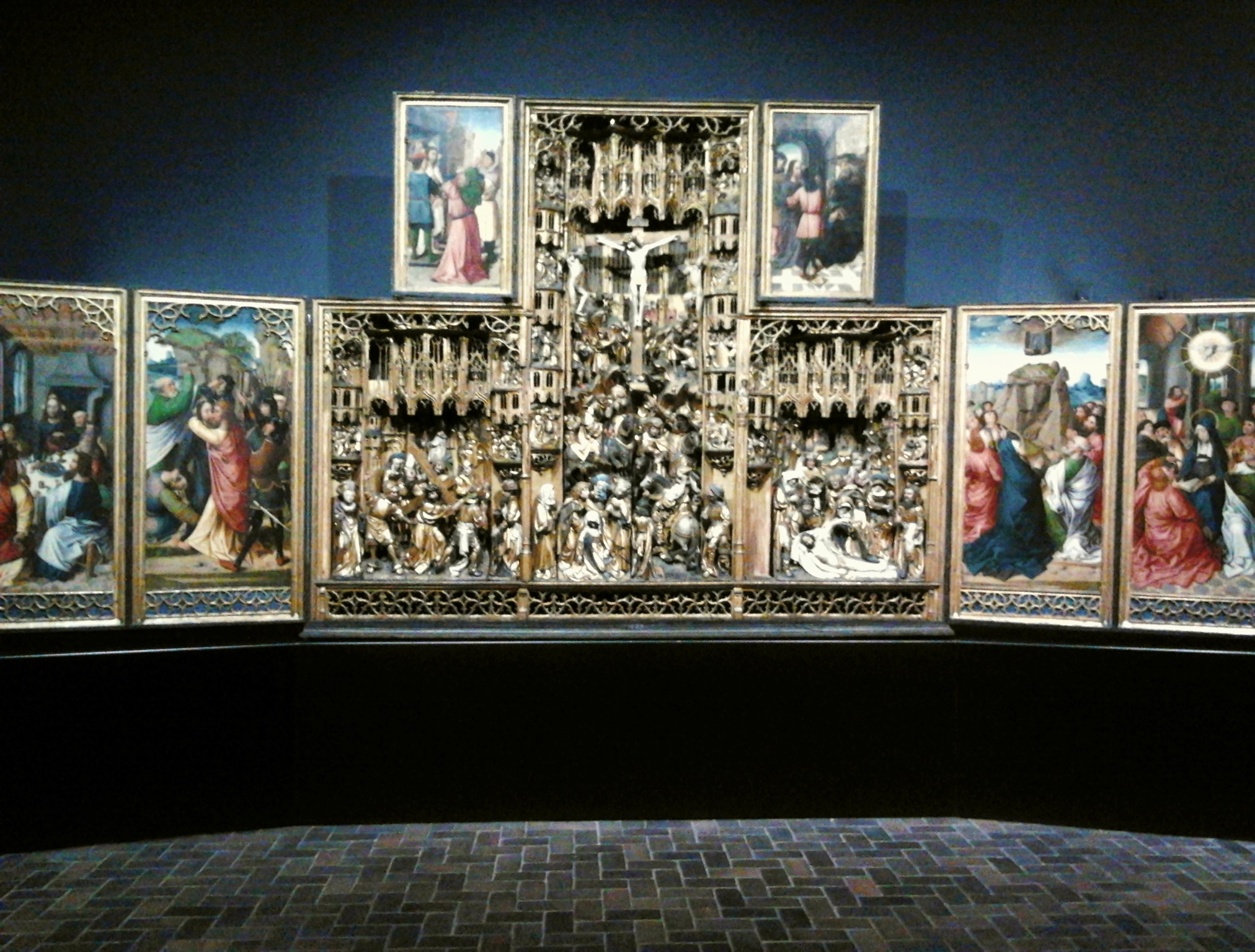
XVI-wieczny Ołtarz Ukrzyżowania z kościoła Podwyższenia Krzyża Świętego (ob. w Muzeum Narodowym w Warszawie)

W czasie wojny trzynastoletniej w Pruszczu stacjonowały wojska polskie, a po skończonej wojnie miejscowość weszła w skład gdańskiego patrymonium miejskiego. Wieś należąca do Gdańskiej Wyżyny terytorium miasta Gdańska położona była w drugiej połowie XVI wieku w województwie pomorskim.
Pruszcz przez cały czas należał do Gdańska i z tego tytułu m.in. płacił daniny na rzecz miasta. Do dzisiejszych czasów zachowały się dokumenty dokładnie inwentaryzujące pruszczański majątek, np. w 1793 w Pruszczu było 295 koni, 53 byków, 119 krów (w tym 113 mlecznych), 26 cielaków, 294 świnie, 74 warchlaki oraz 10 uli pszczelich. Leżącą w strategicznym punkcie podczas drogi do Gdańska, często odwiedzały koronowane głowy. Wśród dostojników którzy zawitali do Pruszcza, bądź spędzili w nim kilka nocy, znaleźli się m.in. Zygmunt I Stary, Zygmunt II August, Zygmunt III Waza, Jan II Kazimierz Waza, Jan III Sobieski (31 lipca 1676), Stanisław Leszczyński czy August II Mocny. Kolejne konflikty zbrojne pozostawiały po sobie w Pruszczu liczne ślady. Wieś często była zapleczem dla kolejnych armii. Po rozbiorach Polski Pruszcz znalazł się w zaborze pruskim.

### Zabór pruski i Wolne Miasto Gdańsk
W kronikach miasta zachowały się wzmianki o wielkim pożarze z 1801 (nie spłonął kościół). Również początek XIX wieku odcisnął na Pruszczu piętno. W 1807 w pruszczańskim kościele żołnierze francuscy urządzili magazyn prochu. Stąd też marszałek Lefebvre kierował zdobywaniem Gdańska. Od 1807 w granicach Wolnego Miasta Gdańska. W 1812 przez Pruszcz Gdański przechodził Napoleon. Od stycznia do 26 marca 1813 roku w miejscowości znajdowała się siedziba dowództwa wojsk rosyjskich skierowanych do zdobycia napoleońskiego Gdańska. Po klęsce Napoleona, Pruszcz powrócił pod panowanie pruskie. W 1831 w mieście znalazło się jedno z ognisk epidemii cholery. Zmarłych mieszkańców Pruszcza i okolic (łącznie 80 osób) pochowano na niezachowanym cmentarzu cholerycznym za Radunią i upamiętniono wysokim żeliwnym krzyżem.

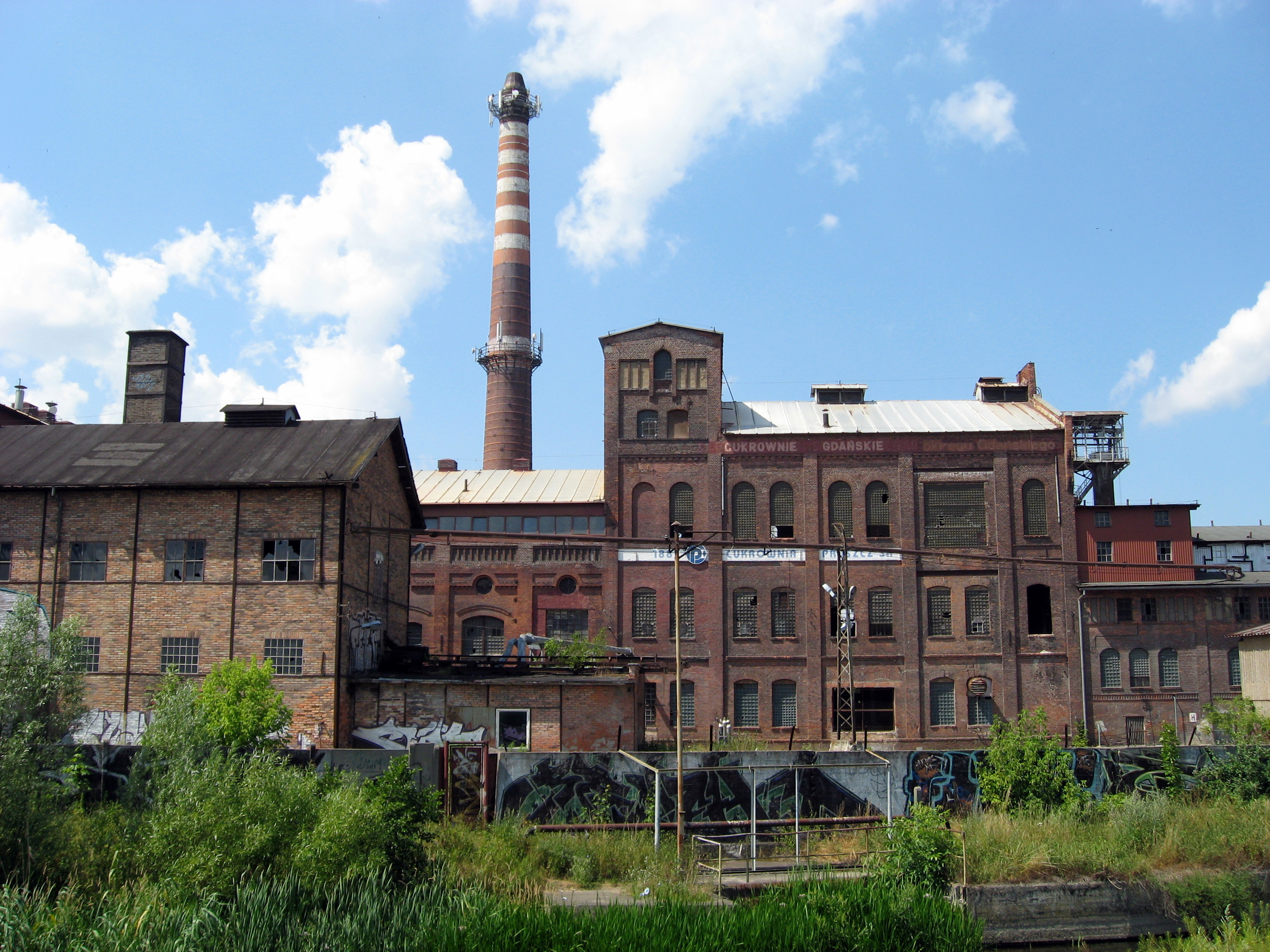
Cukrownia w Pruszczu Gdańskim zbudowana w 1881 (zdjęcie z 2010)

Pruskie panowanie poluzowało więzi łączące Pruszcz z Gdańskiem. Uwłaszczono chłopów, miasto przestało być właścicielem gruntów w Pruszczu. Zniesiono również opłaty na rzecz Gdańska. Od 1818 Pruszcz wchodził w skład powiatu Danzig i stał się stosunkowo ważnym ośrodkiem administracyjnym – w latach 1824–1844 mieściła się tutaj siedziba landrata powiatu gdańskiego Samuela Abrahama Treuge, przeniesiona następnie do Gdańska. Od 1887 Pruszcz znajdował się w granicach powiatu Danziger Höhe. W 1820 w Pruszczu mieszkało 740 osób, w 1848 już 1556. W latach 1875–1880 Pruszcz był miejscowością o najszybciej rosnącej liczbie ludności spośród wszystkich miast i gmin ówczesnej prowincji Prusy Zachodnie (1 grudnia 1880 liczył 2135 osób, wzrost w ciągu 5 lat o 375 osób; a 1 grudnia 1885 2369 mieszkańców). W 1831 miasto nawiedziła epidemia cholery. W pierwszej połowie XIX wieku w Pruszczu zaczęły się liczne inwestycje, a także modernizacja dotychczasowej infrastruktury. Pojawiły się nowe drogi i mostki na Raduni, a 5 sierpnia 1852 otwarto linię kolejową z Berlina przez Bydgoszcz do Gdańska. Rozpoczęto również intensywne prace przeciwpowodziowe na Kanale Raduni. Przełom XIX i XX wieku to kolejne inwestycje, brukowanie dróg, zakładanie linii telefonicznych (1900) czy elektrycznego oświetlenia ulic (28 sierpnia 1902). W latach 1879–1881 z inicjatywy doktora Hermanna Wiedemanna powstała w Pruszczu cukrownia – największy zakład przemysłowy na tym terenie. W latach 1892–1894 wybudowano szpital, nazywany od nazwiska inicjatora oraz pierwszego ordynatora Szpitalem Wiedemanna. Miejscowość stała się wówczas także lokalnym ośrodkiem handlowym – od 22 października 1889 odbywały się tutaj jarmarki. W 1900 powstała w Pruszczu mleczarnia, a dwa lata później szkoła mleczarska. W 1910 uruchomiono cegielnię, a w l. 1908–1909 utworzono ochotniczą straż pożarną. Również w 1909 przy obecnej ul. Chopina otwarto basen.
Po zakończeniu I wojny światowej Pruszcz znalazł się w granicach utworzonego w 1920 Wolnego Miasta Gdańska. Od maja 1933, czyli wygranej nazistów w wyborach do Volkstagu, hitlerowcy pojawili się także w pruszczańskiej administracji.
W 1926 przy dzisiejszej ulicy Wita Stwosza, na zachód od nieistniejącego dziś jeziora Trzcinowego (Rohrsee), powstał cmentarz katolicki (uporządkowany w 2021), z którego pozostały aleja lipowa, murowana brama cmentarna brama oraz metalowy krzyż z tablicą informacyjną.

### II wojna światowa
W wyniku agresji III Rzeszy na Polskę, 1 grudnia 1939 Niemcy dokonali korekt administracyjnych i włączyli Pruszcz (wraz z Pieckami, Migowem, Ujeściskiem, Ostróżkiem, Lipcami, Roszkowem, Juszkowskimi Łąkami z gminy Juszkowo, Krakowiecką Kępą z gminy Płonia Mała) do powiatu Gdańsk-Wieś. W dniu 1 kwietnia 1942 na mocy rozporządzenia MSW Rzeszy z dnia 26 marca tego roku przyłączono gminę Pruszcz do Hanzeatyckiego Miasta Gdańska. Na terenie Pruszcza zamierzano w przeciągu kilku lat wybudować 12–15 tysięcy mieszkań na 60–75 tysięcy mieszkańców.

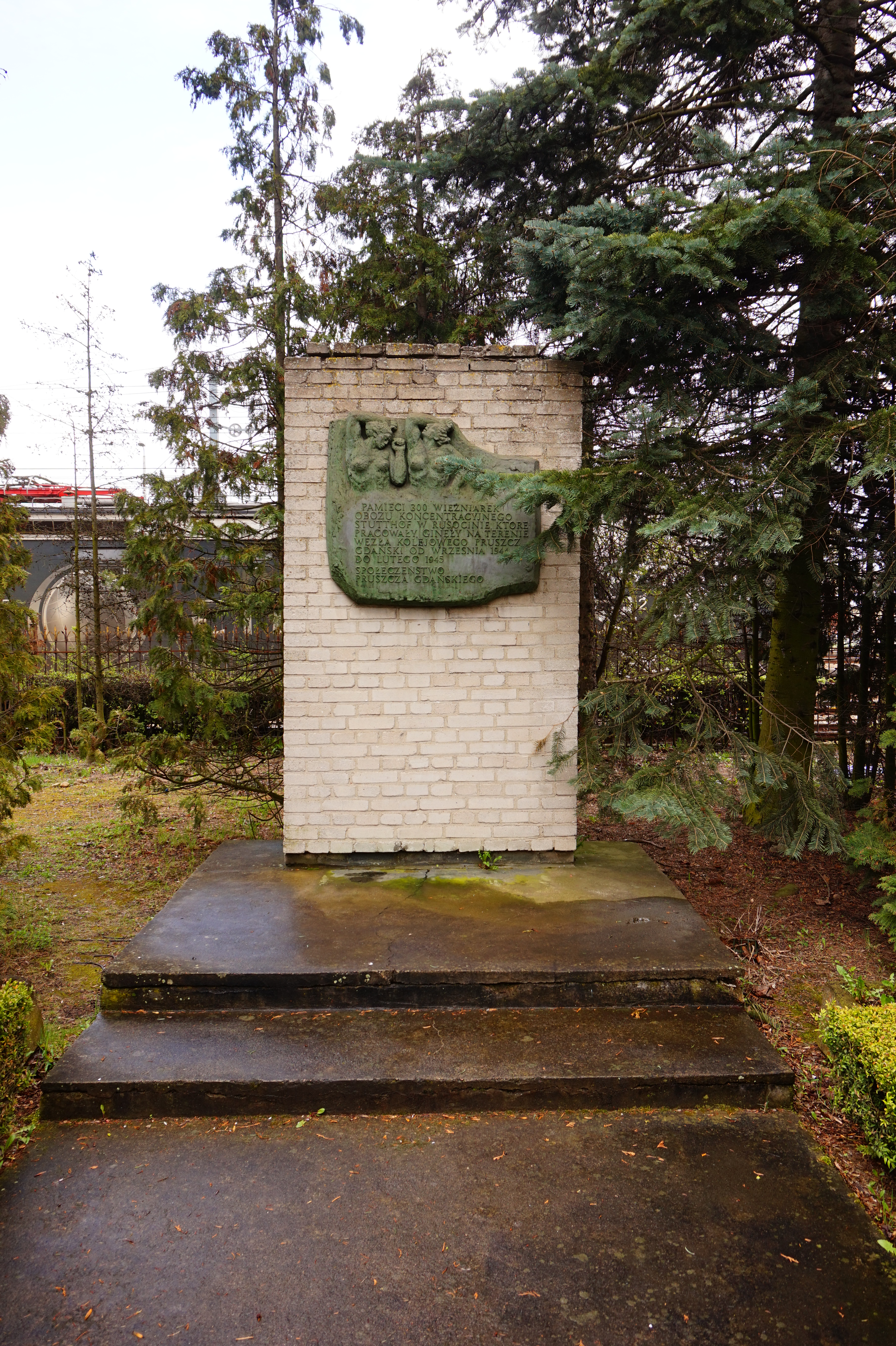
Pomnik upamiętniający więźniarki niemieckiego obozu koncentracyjnego KL Stutthof

Już od połowy sierpnia 1939 Niemcy zaczęli aresztować przedstawicieli mniejszości polskiej w Pruszczu i okolicach. Łącznie represjom poddano 200 osób, część z nich trafiła do hitlerowskich obozów zagłady. Administracja nazistowska utworzyła tu podobóz kobiecy Praust obozu koncentracyjnego KL Stutthof, znajdujący się na terenie powstałego wtedy lotniska. W okresie wojny na południe od Pruszcza prowadzono prace nad budową autostrady Berlin-Królewiec, w tym celu utworzono tu Reichsautobahnlager RAB-Lager Praust. W styczniu 1945 przez Pruszcz przeszła część więźniów z tzw. marszu śmierci z ewakuowanego obozu koncentracyjnego Stutthof. 20–25 marca w walkach o zdobycie Pruszcza brały udział wojska 108 korpusu armijnego i  46 dywizji piechoty 2 armii uderzeniowej 2 Frontu Białoruskiego. 24 marca 1945 wojska radzieckie ostatecznie przełamały obronę niemiecką na Raduni i zdobyły Pruszcz. W walkach o miasto zginęło 175 żołnierzy radzieckich, stara cześć miasta spłonęła. Już 30 marca 1945 przy ulicy Dworcowej 4 pracę rozpoczął – jako pierwsza polska instytucja – Urząd Pocztowy, którego naczelnikiem został przybyły z Bydgoszczy naczelnik Sergiusz Czerniaków. Miasto zostało włączone do Polski, zamieszkującą go ludność niemiecką wysiedlono.
Ofiary II wojny światowej zostały upamiętnione pomnikami ofiar KL Stutthof przy ul. Powstańców Warszawy i dworcu kolejowym, tablicą poświęconą pomordowanym kolejarzom (również na dworcu) oraz pomnikiem w centrum miasta. Jest to przebudowany przedwojenny Kriegerdenkmal, czyli pomnik upamiętniający żołnierzy pruskich poległych w I wojnie światowej; w pierwszą rocznicę zdobycia miasta odsłonięto go jako Pomnik Wdzięczności ku czci żołnierzy Armii Czerwonej (ówcześnie Aleja Wyzwolenia); 26/27 kwietnia 2015 został on zbezczeszczony). Poległych w walkach o zdobycie miasta w 1945 żołnierzy Armii Czerwonej pochowano na cmentarzu przy ul. Zastawnej. Cmentarz był przebudowywany w latach 1976–1977, a w 1977 roku odsłonięto na nim monumentalny pomnik. 25 stycznia 2015 w 70. rocznicę rozpoczęcia ewakuacji KL Stutthof odsłonięto pamiątkowy głaz u zbiegu ulic Grunwaldzkiej i Mickiewicza.

### Czasy współczesne
Po zakończeniu II wojny światowej wszystkie akty urzędowe władz okupacyjnych zostały uznane za niebyłe i Pruszcz ponownie stał się samoistną jednostką administracyjną. Jak dotąd nie udało się znaleźć dokumentu urzędowego nadającego Pruszczowi status miasta. Natomiast począwszy od 1945 zaczyna się pojawiać regularnie na wykazach urzędowych miast.
Od 1945 na obrzeżach Pruszcza zaczęły powstawać mniejsze lub większe warsztaty czy zakłady produkcyjne. Z biegiem lat w mieście pojawiało się coraz więcej inwestycji, choć niektóre z nich, jak chociażby kanalizacyjno-wodociągowe, trwały aż do wczesnych lat 90. Potrzeby ludności w zakresie gastronomii zaspokajały dwie restauracje: Centralna (w nieistniejącym budynku na skrzyżowaniu ulic Grunwaldzkiej i Chopina) oraz Zacisze. 1 maja 1968 dołączyła do nich Rotunda, w której odbywały się dansingi.
1 września 1981 roku na placu, który dziś nosi nazwę Jana Pawła II, odsłonięty został Pomnik Zwycięstwa, Pokoju i Wolności.
Od 1945 do 1998 miasto nieprzerwanie należało do województwa gdańskiego. Do 31 marca 2020 było siedzibą gminy wiejskiej Pruszcz Gdański (formalnie tylko do 31 grudnia 2017).
Od początku XXI wieku w mieście zrealizowano wiele dużych inwestycji, jak całkowita przebudowa centrum miasta (tzw. „Nowe Centrum Pruszcza”), budowa Międzynarodowego Bałtyckiego Parku Kulturowego, powstanie szeregu centrów logistycznych czy budowa obwodnicy miasta. W latach 2008–2010 wydatki inwestycyjne miasta na infrastrukturę techniczną wyniosły w przeliczeniu na jednego mieszkańca 1637,24 zł, co było najwyższym wskaźnikiem na terenie województwa. Za lata 2009–2011 wskaźnik ten był jeszcze wyższy (1748,37 zł), co postawiło miasto w tej kategorii na czele wszystkich miast powiatowych w kraju. W latach 2011–2014 miasto pozyskało z zewnętrznych źródeł finansowania 50 mln zł (w tym 39 mln zł z UE), a jego wydatki inwestycyjne wyniosły 152 mln zł (w tym 91 mln zł na drogi, ponad 23 mln zł na oświatę i ponad 12 mln zł na gospodarkę mieszkaniową).
6 listopada 2012 otwarto w mieście konsulat honorowy Republiki Turcji, w krótkim czasie przeniesiony do Gdańska.
26 kwietnia 2014 na Placu Jana Pawła II odsłonięto zespół kameralnych rzeźb profesora Czesława Dźwigaja o nazwie „Via Sancta Jana Pawła II”.
W 2014 została zrealizowana pierwsza edycja budżetu obywatelskiego, w ramach którego złożono 54 projekty, z których pozytywnie zweryfikowano 18 projektów na zadania duże (do kwoty 500 tys. zł) i 18 na zadania małe (do kwoty 70 tys. zł). W głosowaniu wzięło udział 4139 osób (w tym 2474 przez internet) spośród ok. 23 tys. osób uprawnionych.
W 2016 rozpoczęto budowę budynku pogotowia ratunkowego (koszt 8,3 mln zł), który oddano do użytku we wrześniu w 2017. Z kolei w l. 2019–2020 kosztem 6,6 mln zł rozbudowano o nowe skrzydło o pow. 650 m kw. budynek Komendy Powiatowej Policji, które oddano do użytku 9 marca 2021.
W 2021 przeprowadzono renowację parku przy ul. Wita Stwosza, będącego w l. 1926–1946 cmentarzem katolickim, poszerzenie cmentarza przy ul. Cichej z 2000 o 1,61 ha (2906 kwater) oraz przebudowę ul. Spokojnej przy starym cmentarzu komunalnym. Na terenie dawnego cmentarza ustawiono pomnik ofiar Katynia w postaci betonowego obelisku o nieregularnej powierzchni z umieszczonym centralnie przedwojennym orłem.

## Władze miasta
Burmistrzowie miasta:

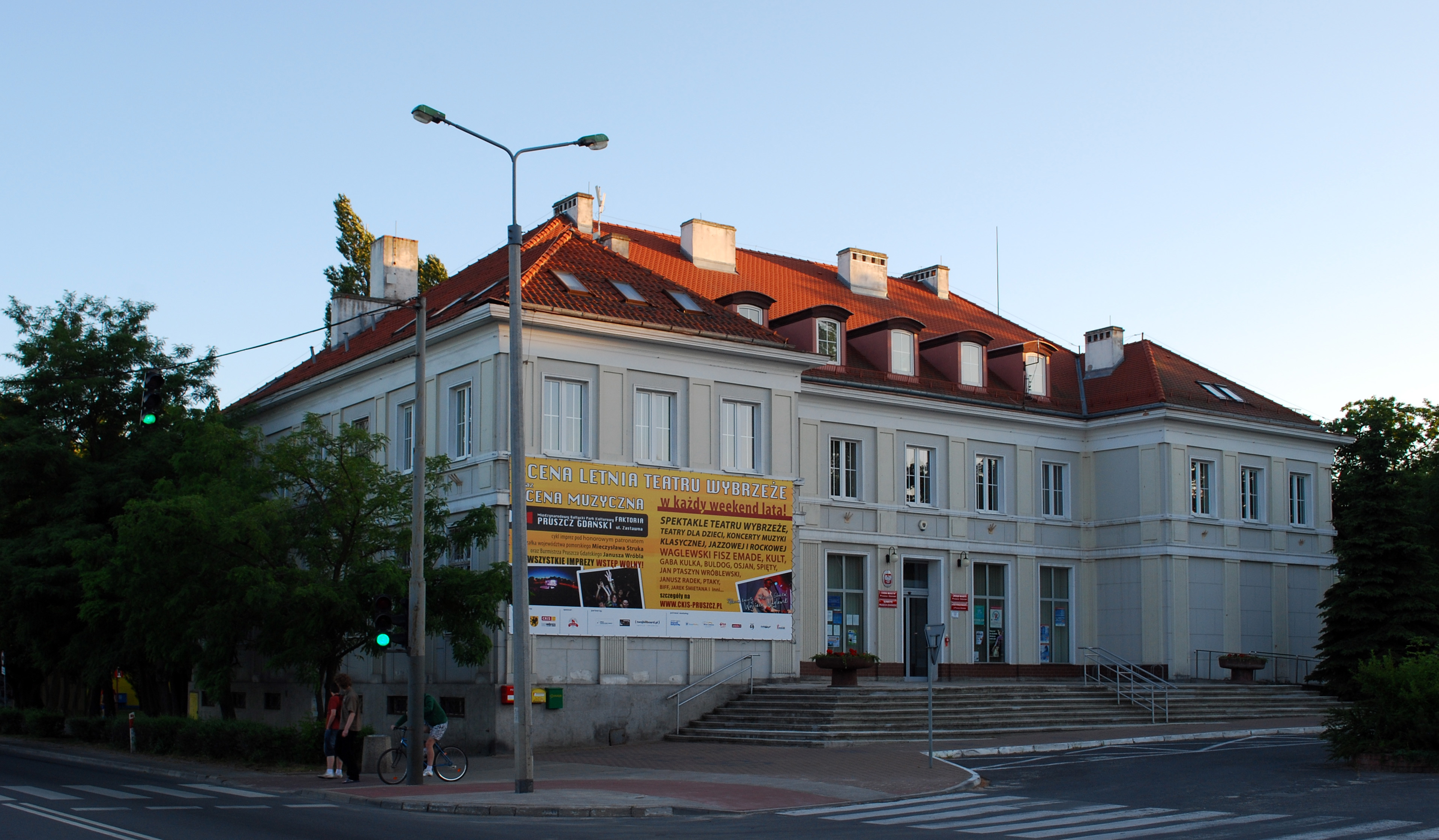
Urząd Miasta

- 1990–1994 – Jan Józef Konopka (zastępca: Andrzej Pachnia)
- 1994–1998 – Waldemar Dowgiert (zastępca: Władysława Bogacka)
- 1998–2002 – Andrzej Gajos (zastępca: Roman Ciesielski)
- od 2002 – Janusz Wróbel (zastępcy: Zygmunt Rzaniecki (do 2004), Kazimierz Kloka (do 2006), Ryszard Świlski i Andrzej Szymański (2006–2010), Wojciech Gawkowski, Jerzy Kulka (2010-2020) i Radosław Klaczkowski (od 2021)[50])

Przewodniczący Rady Miasta:
- 1990–1991 – Jerzy Roman
- 1991–1994 – Jan Malek
- 1994–1998 – Roman Ciesielski
- 1998–2002 – Jan Malek
- 2002–2010 – Jarosław Wasilewski
- 2010–2014 – Stefan Skonieczny
- od 2014 – Małgorzata Czarnecka-Szafrańska

## Architektura

### Zabytki wpisane do Rejestru Zabytków Nieruchomych Województwa Pomorskiego

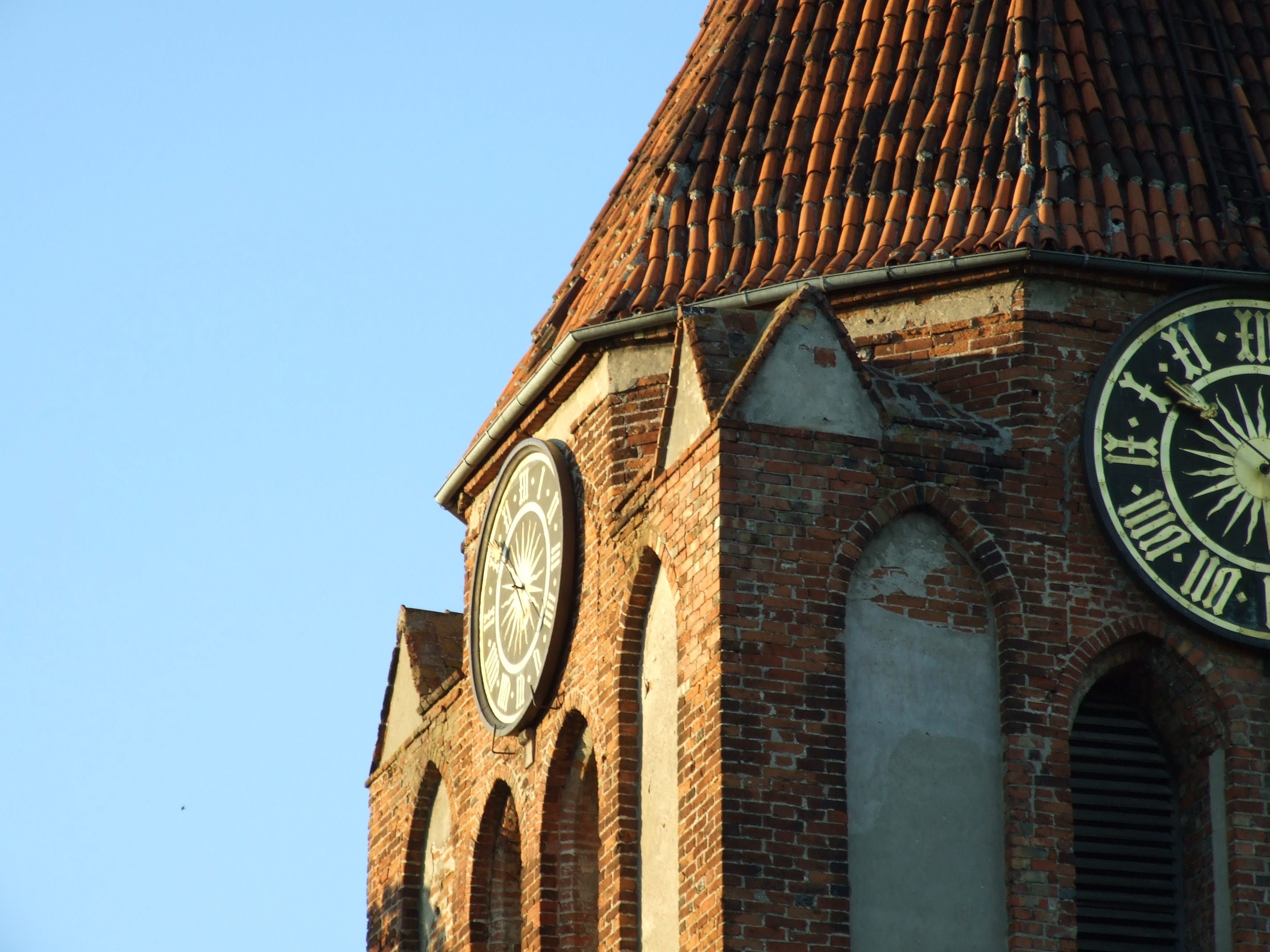
Kościół Podwyższenia Krzyża Świętego

- kościół parafialny pw. Podwyższenia Krzyża św. z pastorówką – obecnie biblioteką publiczną, bramą cmentarną oraz terenem przykościelnym wraz z kaplicą przedpogrzebową, murem kościelnym i starodrzewem, ul. Wojska Polskiego 34 (wpis do rejestru nr 305 z 13 sierpnia 1962). Świątynię wzniesiono przed rokiem 1367 w stylu gotyckim. Budynek kościoła jest murowany z cegły, trójnawowy z gwiaździstym sklepieniem nad nawami oraz sklepieniem krzyżowym nad prezbiterium. W 1433 spalony przez husytów, w 1460 przez Krzyżaków, a w 1577 ucierpiał w czasie walk Batorego z Gdańskiem. W latach 1585–1945 w rękach protestantów. W 1801 jako jeden z nielicznych budynków ocalał z pożaru miejscowości, ale w 1807 pełnił krótko funkcję magazynu prochu dla wojsk napoleońskich. II wojnę światową przetrwał bez większego szwanku. 5 września 1948 został ustanowiony filią kościoła parafialnego, a 10 listopada 1980 – ośrodkiem nowo powołanej parafii katolickiej. Zachowało się wyposażenie kościoła z bogatym, rzeźbionym z drewna i polichromowanym wyposażeniem, m.in. renesansową amboną z 1578, galerią i barokowym prospektem organowym. Na osi głównego wejścia do kościoła znajduje się brama cmentarna wzniesiona w 1648. Po północnej stronie świątyni znajdziemy neogotycką kostnicę z drugiej połowy XIX w. Naprzeciwko kościoła (ul. Wojska Polskiego 34) stoi budynek dawnej plebanii ewangelickiej wzniesionej w 1755, przed którą stoją dwa granitowe słupki w typie gdańskich przedproży z datą 1651. Po 1945 budynek mieszkalny. Od 1962 parter, a od 1990 całość budynku zajmuje biblioteka. Wewnątrz budynku zachowane XVIII-wieczne polichromie (odkryte na piętrze budynku w 2010), wyposażenie (zabytkowy żyrandol, szafy, stolik do gry w karty) oraz oryginalne futryny i drzwi z okuciami. Zamurowane piwnice według miejskiej legendy kryć mają podziemne przejście do kościoła. Podczas remontu obiektu pod podłogą odnaleziono m.in. szkielet kota. W l. 2020–2021 planowana rozbiórka przybudówki z l. 70. XX wieku, budowa nowego, przyległego budynku oraz odtworzenie XIX-wiecznego, zabytkowego ogrodzenia, istniejącego do l. 70. XX wieku[51].
- Dom Wiedemanna – dom mieszkalny przy ul. Krótka 6 (wpis do rejestru nr 612 z 30 maja 1972) z ok. 1800 r. – planowane muzeum miejskie, dawny dom doktora Hermanna Wiedemana, w 2017 rozpoczął się remont kapitalny obiektu (szacowany koszt 3,9 mln zł)[52]
- dom mieszkalny, ul. Grunwaldzka nr 23 (wpis do rejestru nr 613 z 30 maja 1972)

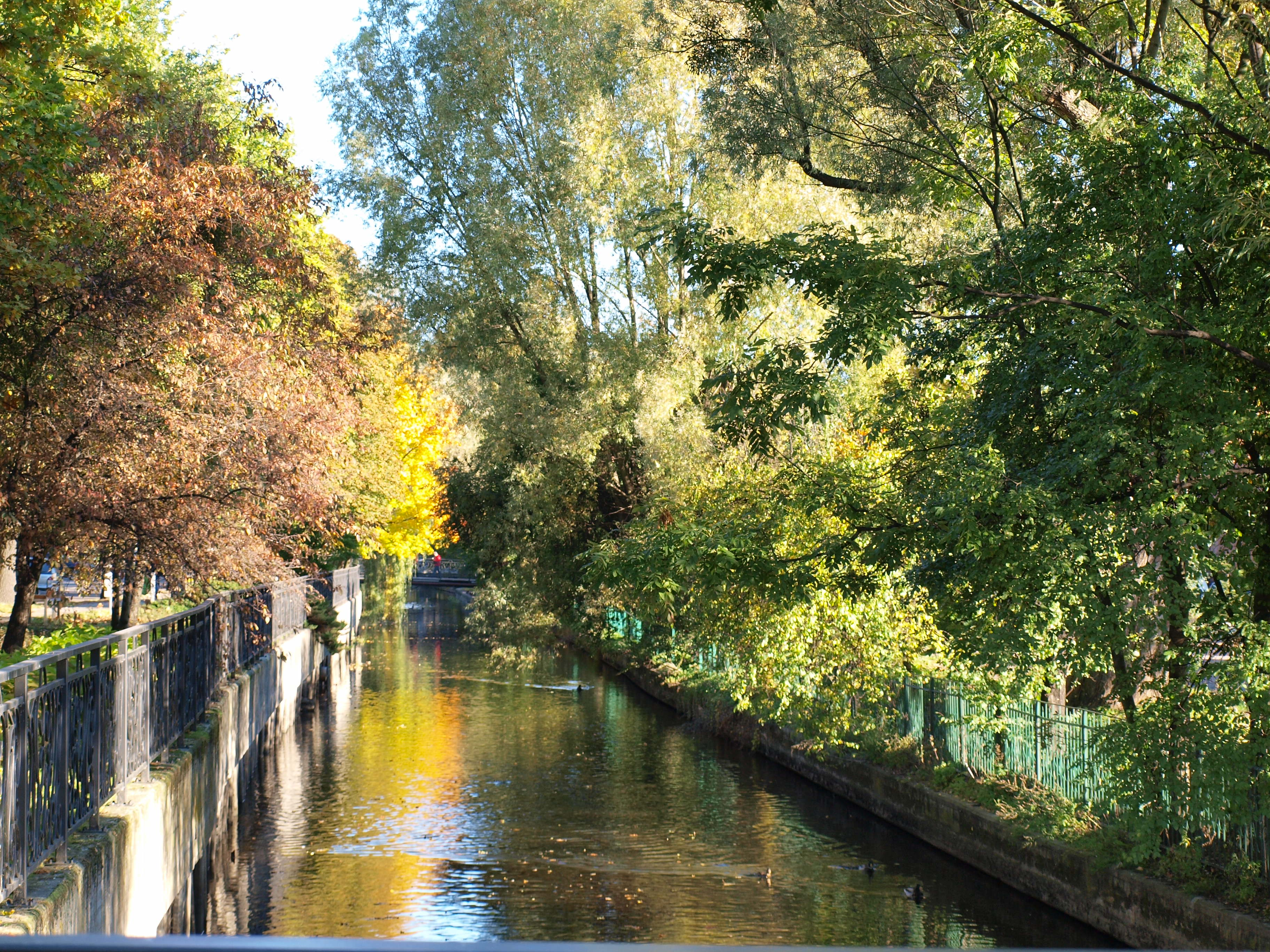
Kanał Raduni

- Kanał Raduni – kanał wraz z groblami, towarzysząca zabudową i zielenią na całej długości obiektu – od śluzy na zachód od Pruszcza Gdańskiego do ujścia Kanału do Starej Motławy w Gdańsku (wpis do rejestru nr 986 z 18 maja 1981)
- zespół cukrowni Pruszcz – portiernia z bramami i murem, budynek biura głównego, kotłownia główna, surownia, budynek techniczno-produkcyjny, budynek filtracji, pakownia, warniki, suszarnia, magazyn cukru, miodownik, piec wapienny, kuźnia, rezydencja akcjonariusza, willa dyrektora, ul. Chopina 17 (wpis do rejestru nr 1369 z 25 sierpnia 1992)
- kościół parafialny pw. Matki Boskiej Nieustającej Pomocy z działką oraz starodrzewem, ul. Chopina 3 (wpis do rejestru nr 1849 z 6 czerwca 2009)
- zespół młyna przy ul. Wojska Polskiego 42: budynek młyna z 2 sąsiadującymi budynkami gospodarczymi, podwórzem i murem oraz wyposażeniem wnętrza (cztery czynne pary mlewników z l. 20. XX wieku, lada, pojemniki na produkty zbożowe); wzniesiony przez Friedricha Weigla w l. 20 zastąpił młyn działający w tym miejscu od średniowiecza[53][54].

### Pozostałe zabytki

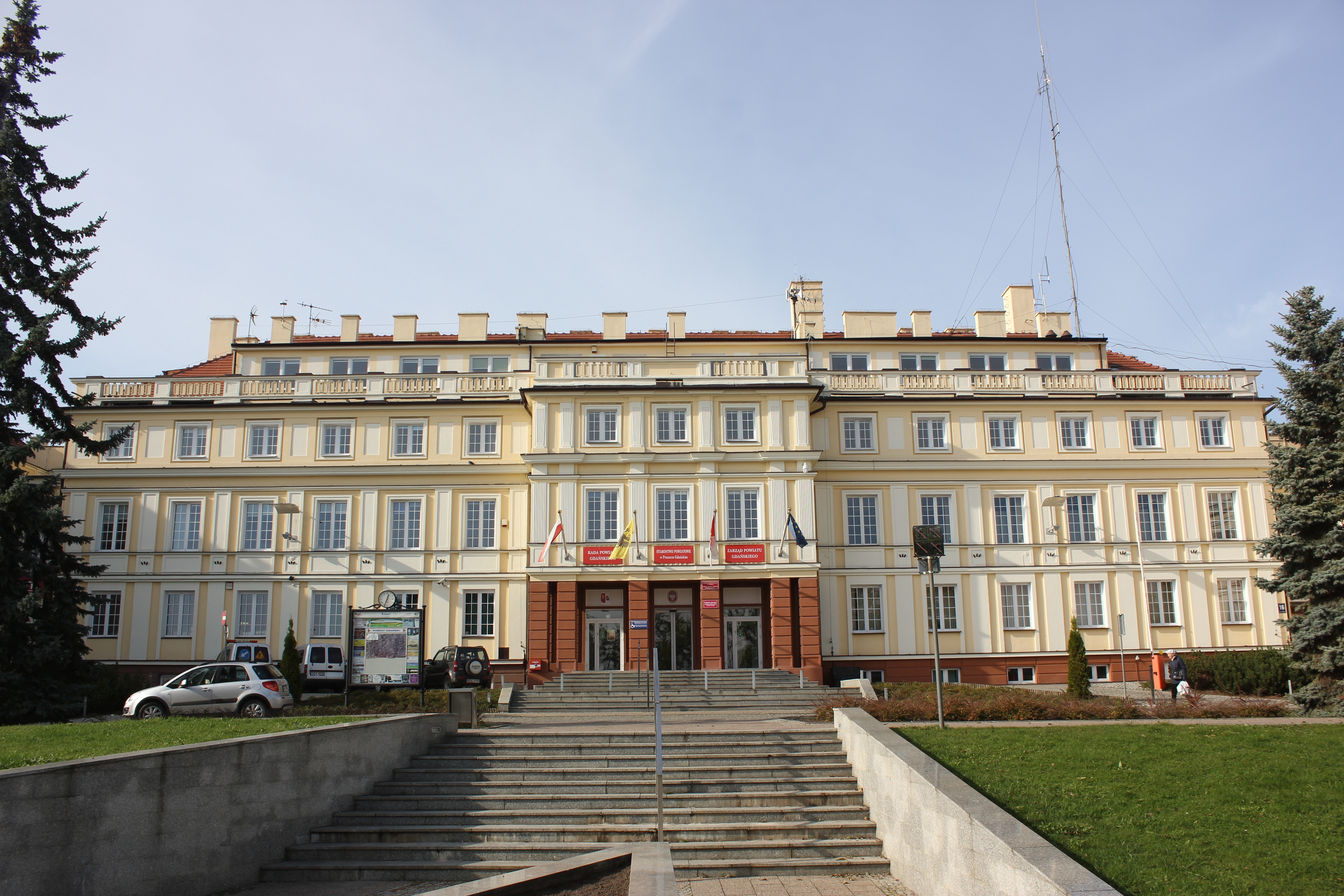
Gmach starostwa powiatowego

- Budynek elektrowni wodnej z 1921 r.
- Budynek, ul. Chopina 12 – do 1989 siedziba Miejskiej Rady Narodowej (ob. urząd miasta do 1989 zajmowany był przez KM PZPR)[55]
- Budynek z 1906 ul. Grunwaldzka 12
- Budynek prokuratury ul. Wojska Polskiego 7 – pierwotnie szkoła podstawowa, w 1939 areszt dla miejscowych Polaków
- Budynek nieczynnej stacji benzynowej, istniejącej w tym miejscu w niezmienionym kształcie od co najmniej 1928, z zachowanym oryginalnym podjazdem i wyjazdem ze stacji[56][57], od 2013 w gminnej ewidencji zabytków[58]; ul. Grunwaldzka
- Budynek starostwa powiatowego ul. Wojska Polskiego 16, z l. 50. XX wieku, w stylu socrealistycznym
- Dwór Russotschin, ul. Grunwaldzka 71
- Dom mieszkalny z XIX w., ul. Chopina 22
- Dom młynarza, ul. Wojska Polskiego 44, z lat 30. XIX wieku; w lutym 2020 rozpoczęto prace rewitalizacyjne, po zakończeniu których zostanie tu umieszczony urząd stanu cywilnego. Wewnątrz planowana jest rekonstrukcja neorenesansowego pieca kaflowego z lat 30. XIX w.[59].
- Dom mieszkalny z końca XIX w., ul. Grunwaldzka 31 – parterowy, z poddaszem użytkowym. Dach mansardowy, z lukarnami, wykończonymi drewnem. Wejście główne z gankiem, schodami i ozdobnym metalowym daszkiem. Ganek i schody otoczone dekoracyjną balustradą. Zachowana dawna stolarka okienna i drzwiowa oraz kuta brama wjazdowa. Na podwórzu zachowana pompa ręczna (jedyna w mieście), odrestaurowana w 2014
- Piwnice z XIV–XVIII i XIX wieku, odkryte w czerwcu 2018 i będące pozostałością po działającym do pierwszej połowy XIX wieku młynie i folwarku krzyżackim z XIV w., znajdujących się przy obecnej elektrowni wodnej na Kanale Raduni. Sześciostopniowy młyn korzystał ze śluzy regulującej rozrząd wód Raduni do Kanału Raduni. Należał do Miasta Gdańska i pełnił funkcję rezerwową do Wielkiego Młyna. W celu zabezpieczenia młyna i śluzy powstała tutaj basteja (murowane lub drewniano-ziemne umocnienie w formie niskiej, przysadzistej baszty obronnej), zdobyta 23 sierpnia 1460 roku w czasie niespodziewanego wypadu zaciężnych wojsk krzyżackich z Chojnic na Gdańsk w toku wojny trzynastoletniej. W 1619 roku basteję, młyn i urządzenia młyńskie unowocześnili Jan Strakowski i Abraham van den Blocke. Obrys piwnicy wystaje 1,5-2 metry poza obrys XVIII-wiecznego budynku przy ulicy Zastawnej 10, w którym na przełomie XIX wieku i XX wieku mieściła się restauracja. Komora nr 1 z cegły gotyckiej, o wymiarach 32x15x7,5 i przykryta sklepieniem kolebkowym o rozpiętości 6 metrów, zachowała się w dobrym stanie i jest wentylowana. Cegły w sklepieniu ułożone są główkowo. Sąsiadująca z nią komora nr 3 przykryta sklepieniem krzyżowym, może pochodzić z XVII albo XVIII wieku. Z sąsiednią komorą nr 2 łączy ją zamurowanie przejście[60][61].

Wybrane stare domy i kamienice Pruszcza Gdańskiego:
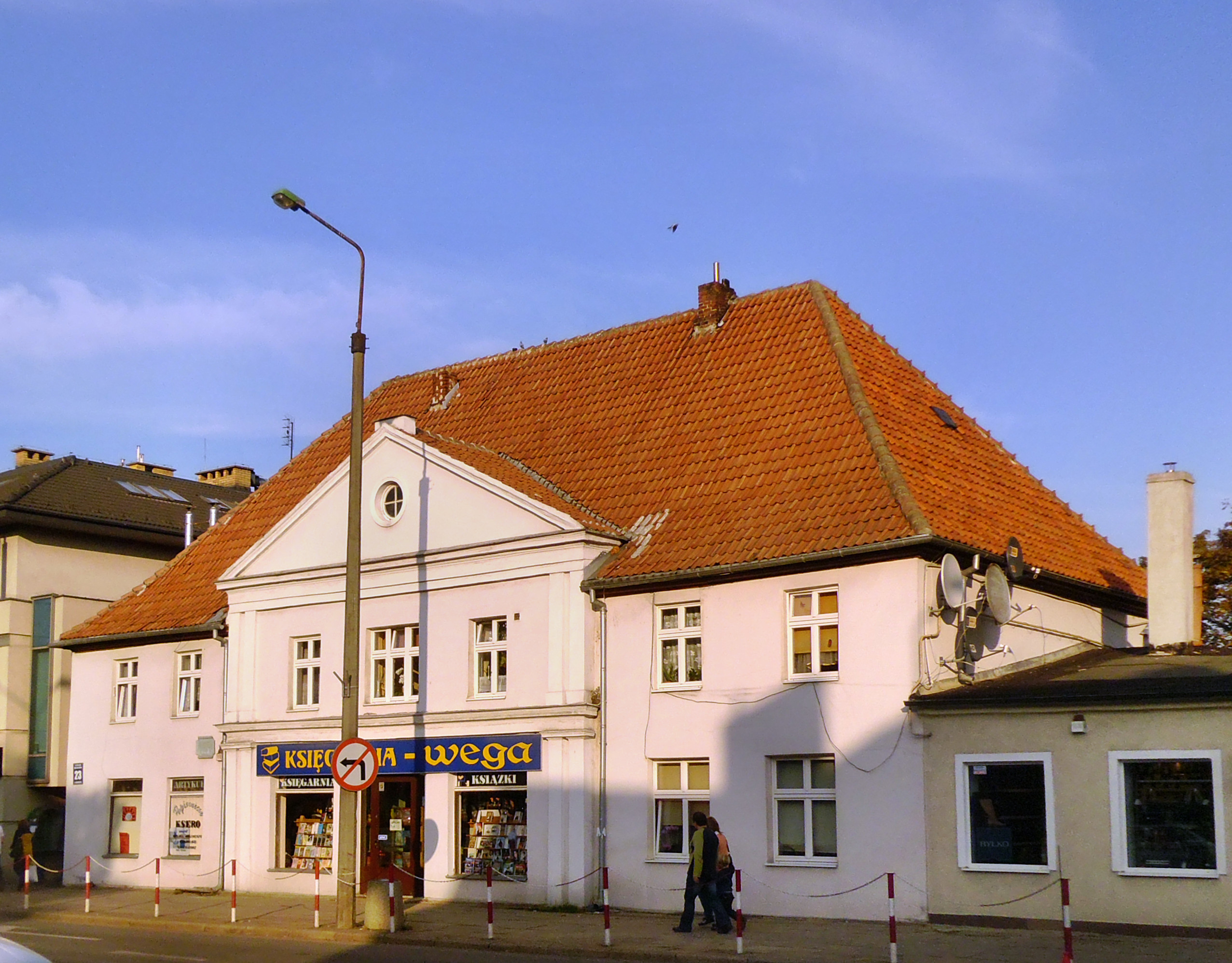
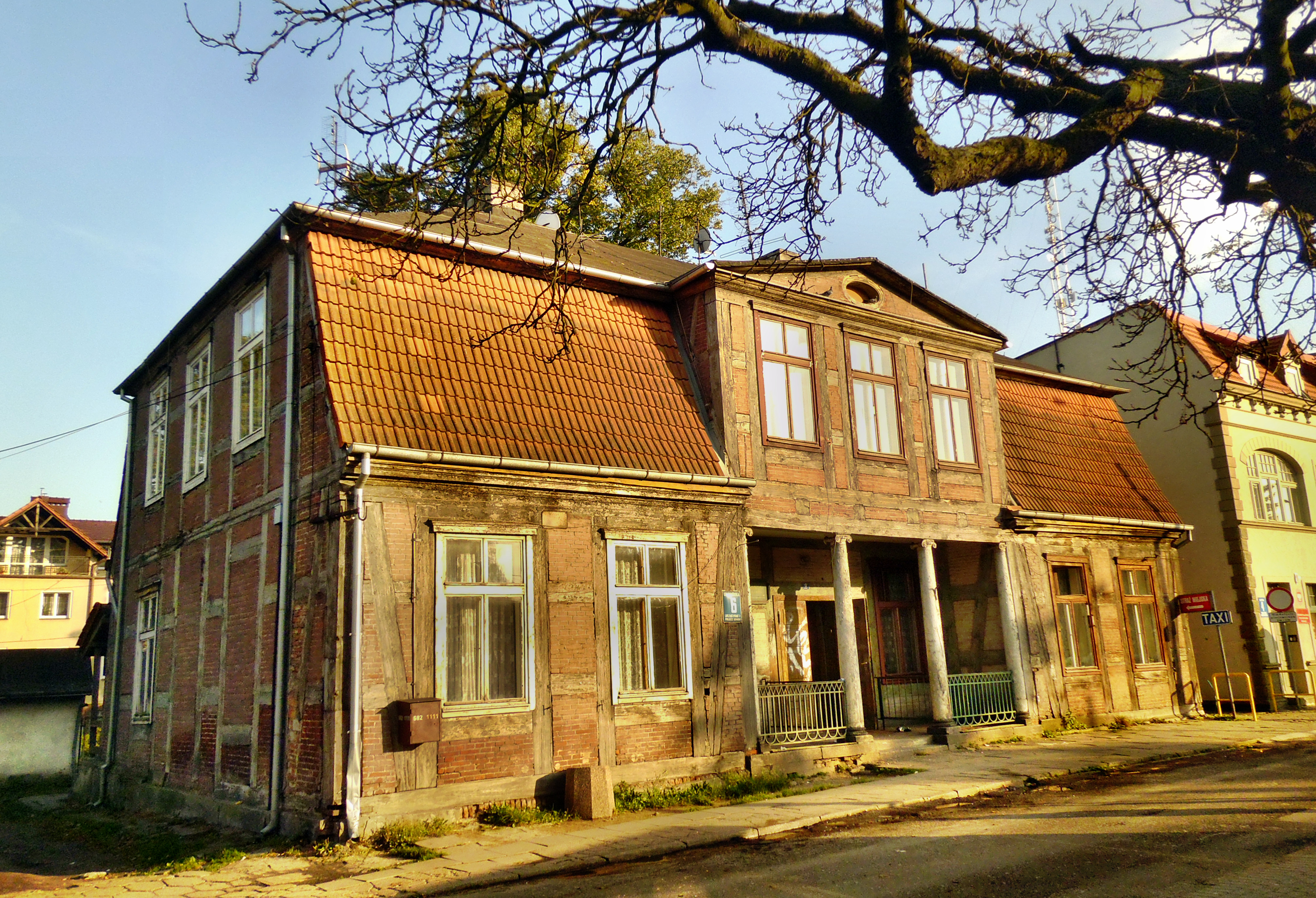
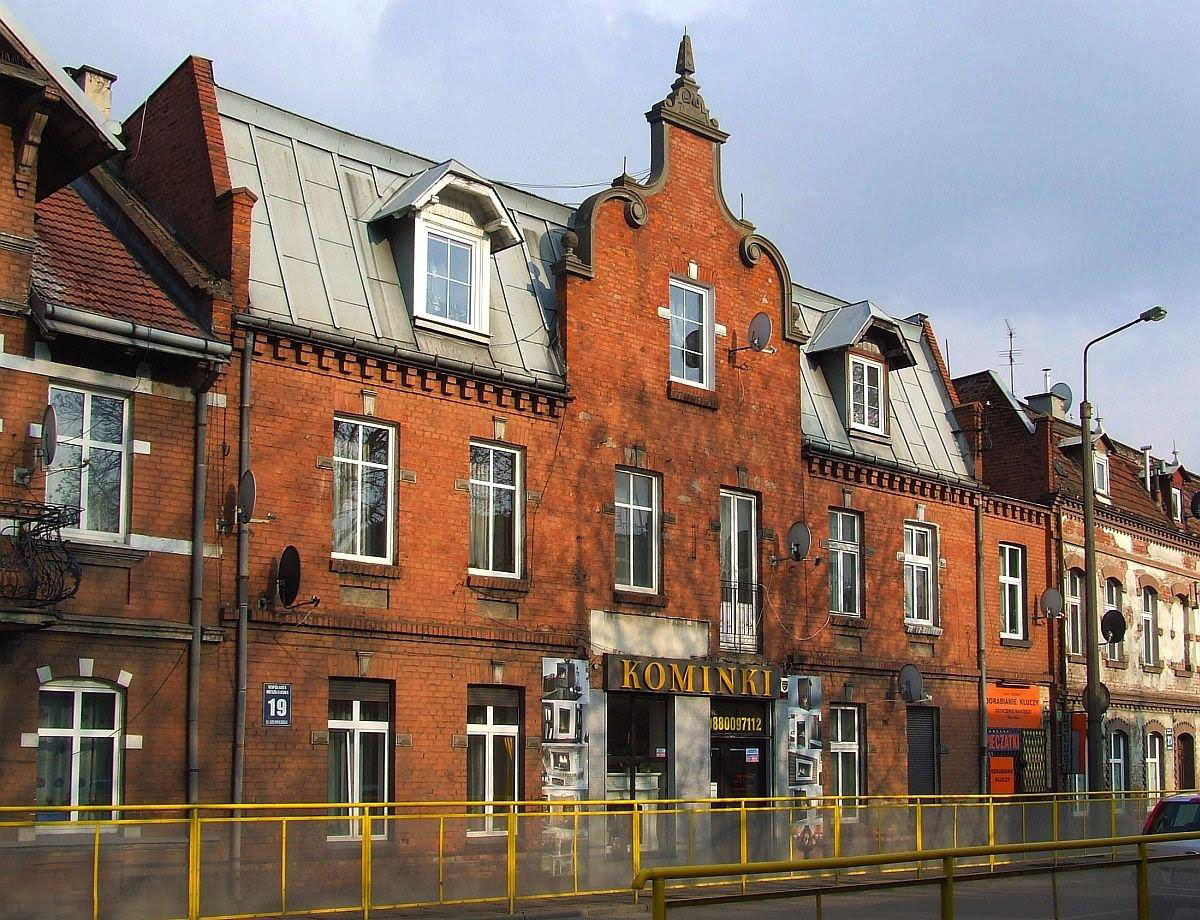
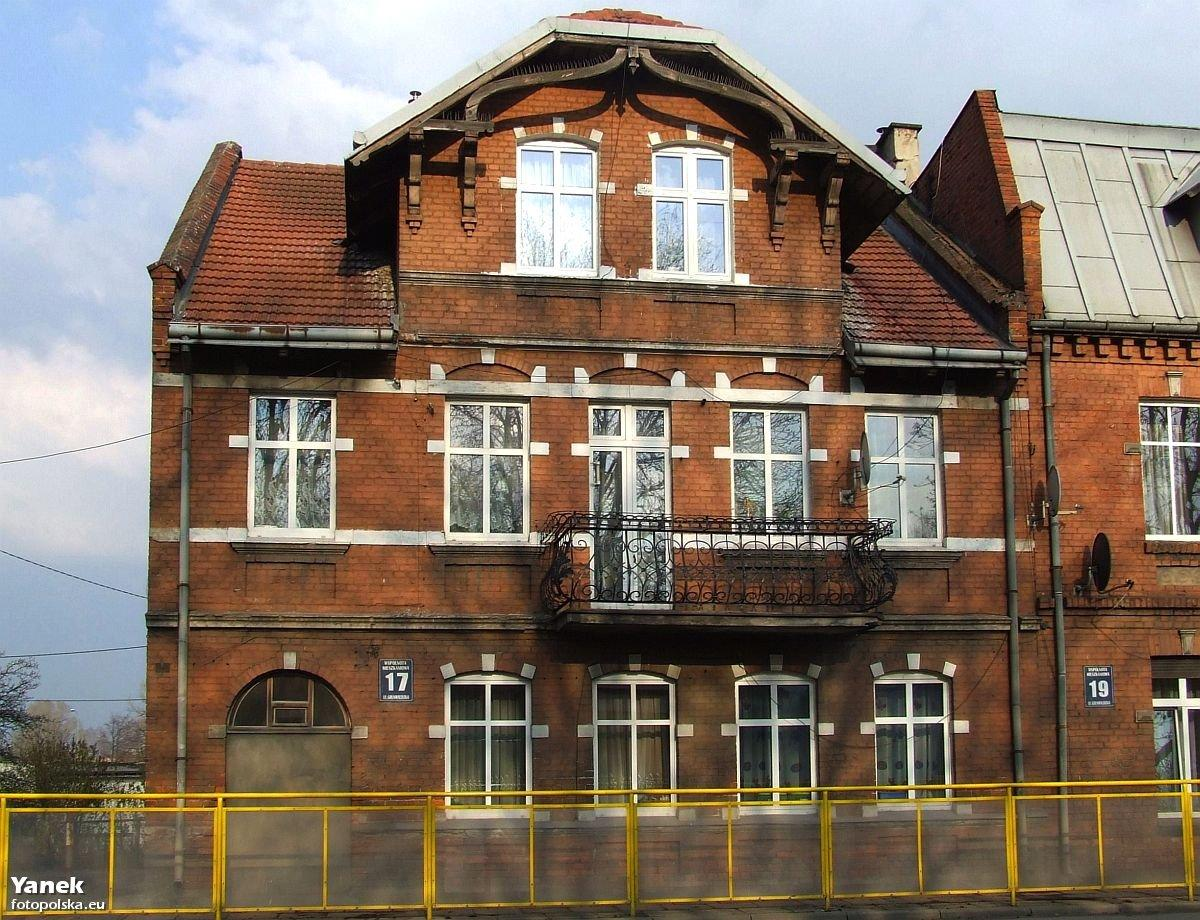
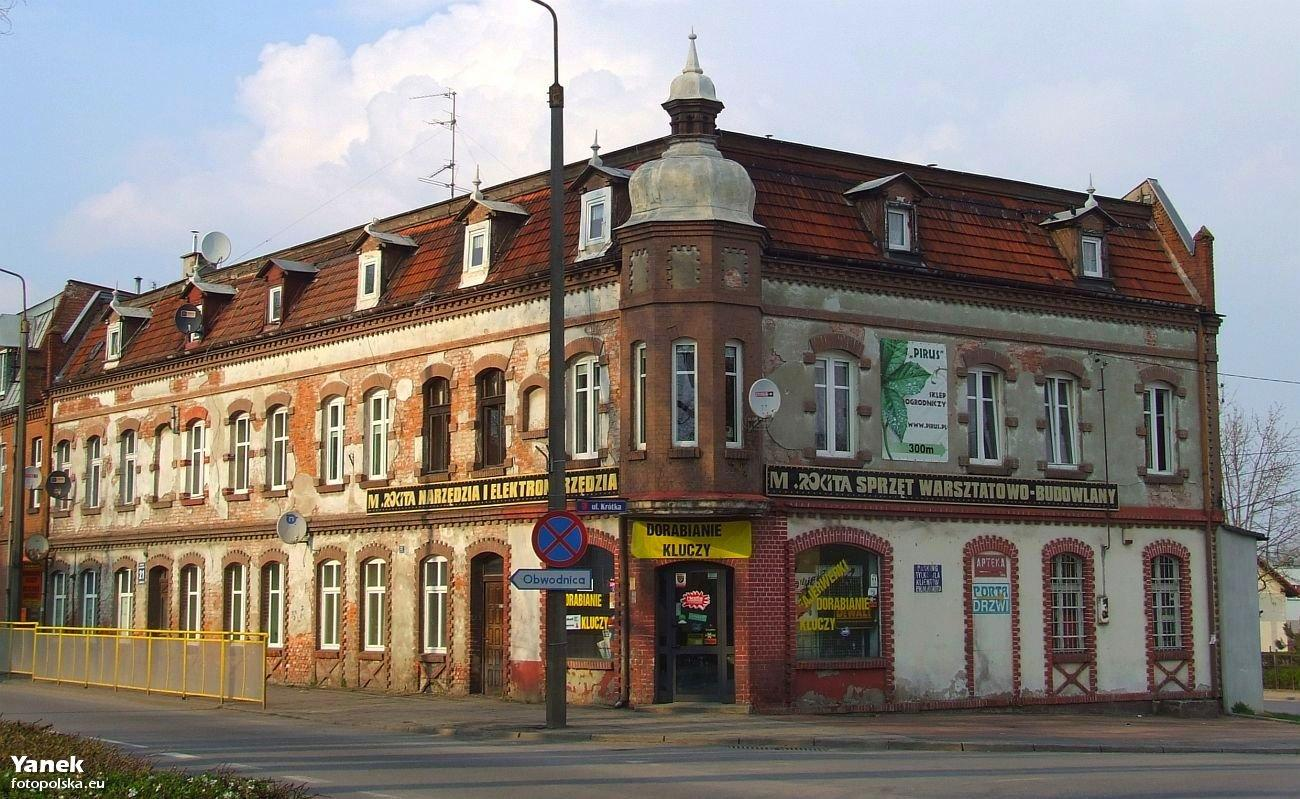
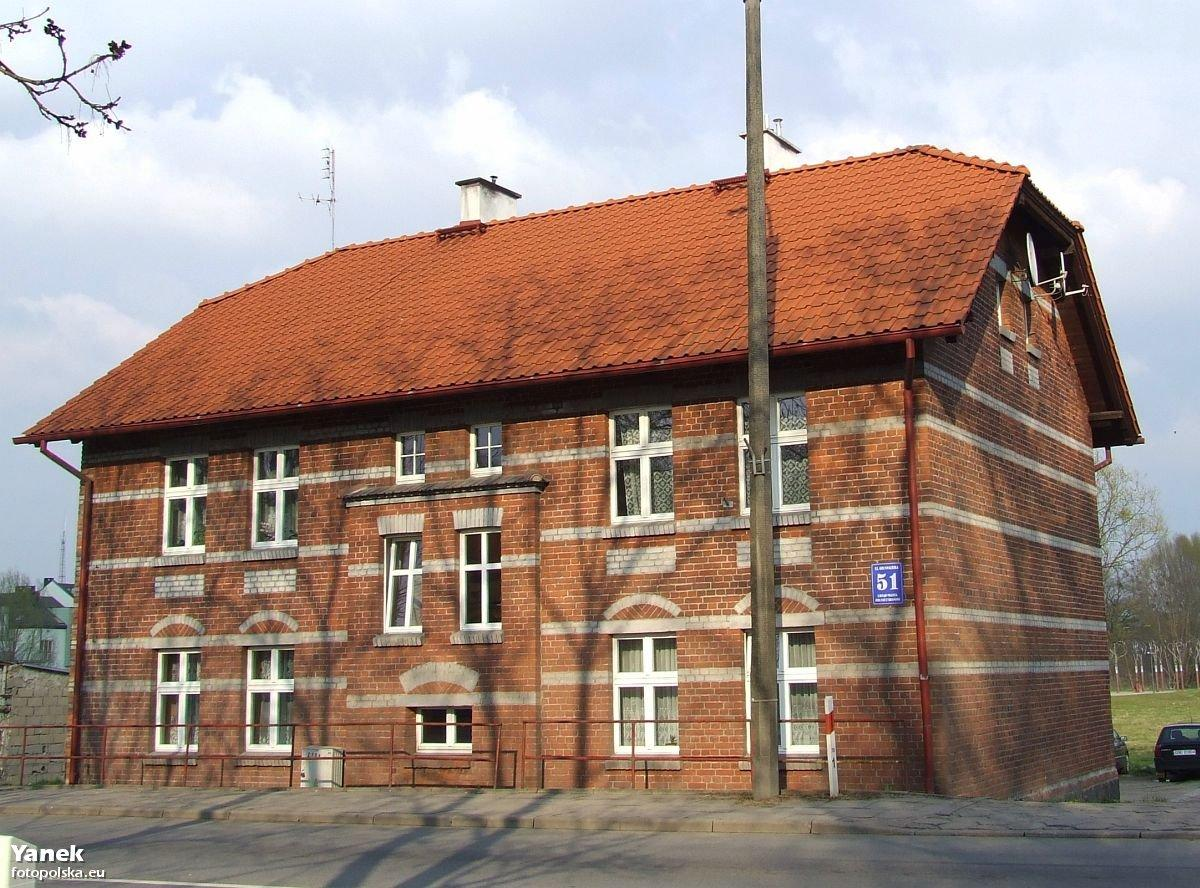

## Gospodarka

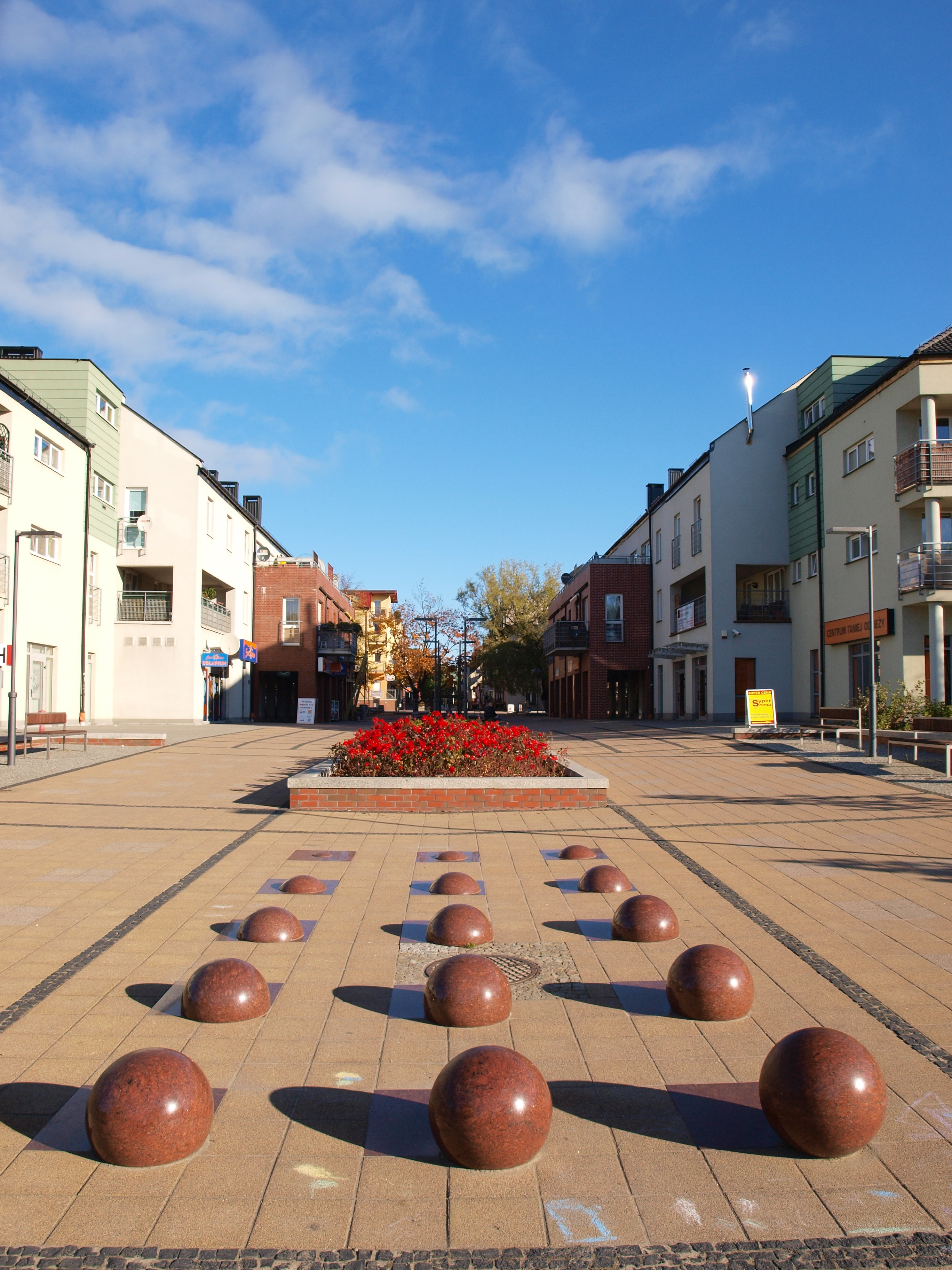
Nowe Centrum Pruszcza Gdańskiego

Atutem gospodarczym miasta są zaczynające się w pobliżu autostrada A1 oraz obwodnica Trójmiasta. Bliskość tych dróg przyczyniła się do powstania dzielnicy przemysłowej o nazwie Bałtycka Strefa Inwestycyjna. Swoje magazyny i zakłady produkcyjne umieściły tu firmy z branży elektronicznej, spożywczej, magazynowej, odzieżowej (LPP, od 2001; nowe powierzchnie od 2007–2008 i 2014–2015 (w budowie)) i metalowej. Z kolei w centrum miasta powstała nowoczesna zabudowa mieszkaniowo-usługowa, za którą miasto otrzymało Nagrodę Honorową Towarzystwa Urbanistów Polskich w ogólnopolskim konkursie na najlepiej zagospodarowaną przestrzeń publiczną w 2009.
W miejscowości działało Państwowe Gospodarstwo Rolne – Państwowe Gospodarstwo Ogrodnicze Dydaktyczno-Produkcyjne Pruszcz Gdański. W 2004 r. zakończyła też swoją działalność miejscowa cukrownia, a jej teren (19,5 ha) w końcu 2012 wystawiono na sprzedaż za 38,8 mln zł.
W roku 2017 planowano rozpoczęcie budowy centrum handlowego Galeria Bursztynowa w centrum miasta.
W 2018 dochody budżetu miasta wyniosły 169 mln zł, w tym 17,3 mln zł podatku od nieruchomości osób prawnych, 5,6 mln zł od nieruchomości osób fizycznych i ponad 1,7 mln zł podatku od środków transportowych. Zadłużenie miasta na koniec roku wyniosło ok. 21 mln zł (przy rekordowym sięgającym 52 mln zł), a nadwyżka budżetowa ponad 6 mln zł. W 2024 roku budżet miasta Pruszcz Gdański przekroczył 300 mln zł.

## Transport

### Drogowy
Pruszcz Gdański jest ważnym węzłem komunikacji drogowej. Łączna długość dróg w mieście wynosi 75 km. Przez miasto przebiegają drogi krajowe i wojewódzkie:
- 91 Cieszyn – Gdańsk (jednocześnie jest fragmentem międzynarodowej trasy E75, na terenie miasta biegnie ona ul. Grunwaldzką)
- 226 Przejazdowo – Horniki (na terenie miasta biegnie ona ul. Kopernika, ul. Chopina, ul. Grunwaldzką oraz ul. Zastawną)
- 227 Pruszcz Gdański – Cedry Małe (na terenie miasta biegnie ona ul. Chopina i ul. Powstańców Warszawy)

Na przedmieściu Pruszcza rozpoczyna się obwodnica trójmiejska (S6) oraz znajduje się początek autostrady A1. 16 grudnia 2011 oddano do użytku oczekiwaną od wielu lat obwodnicę miasta.
Miasto jest połączone z Gdańskiem przy pomocy autobusów miejskich: 132, 200, 205, 207, 232, 307, N5, sezonowej linii 607 oraz linii prywatnych:
- 50 Gdańsk – Tczew
- 400 Gdańsk – Starogard Gdański
- 401 Gdańsk – Skarszewy – Starogard Gdański
- 443 Gdańsk – Starogard Gdański – Skórcz
- 445 Gdańsk – Starogard Gdański – Lubichowo
- 447 Gdańsk – Starogard Gdański – Czarna Woda[67]
- 821 Gdańsk – Przejazdowo – Rusocin
- 823 Gdańsk – Rotmanka
- 825 Gdańsk – Juszkowo[68]
- 851 Gdańsk – Cedry Wielkie – Tczew
- 859 Gdańsk – Szatarpy/Trzepowo
- 861 Gdańsk – Skarszewy
- 881 Gdańsk – Tczew[69]

Okolice miasta obsługują linie gminy Pruszcz Gdański nr 821–825 i 836–838 oraz Pszczółki nr 864.
Na obszarze miasta znajduje się 29 mostów – 12 nad Radunią, 10 nad Kanałem Raduni i 7 nad strugą Gęś. W 2018 powstały 3 kolejne kładki pieszo-rowerowe: przy granicy miasta ze św. Wojciechem, przy ul. Zastawnej i między faktorią a Juszkowem, a w 2020 dwie kolejne (w osi ul. Nowowiejskiego oraz na północ od ul. Mickiewicza), mające zastąpić starsze obiekty znajdujące się w złym stanie technicznym.
Pod koniec 2014 roku oddano do użytku wybudowaną kosztem 6 mln zł ul. Grota-Roweckiego, która umożliwia ominięcie głównego skrzyżowania w mieście od południowego wschodu.
23 października 2021 w mieście rozpoczęto eksploatację składającej się ze 100 egzemplarzy komercyjnej floty hulajnog elektrycznych.

### Kolejowy

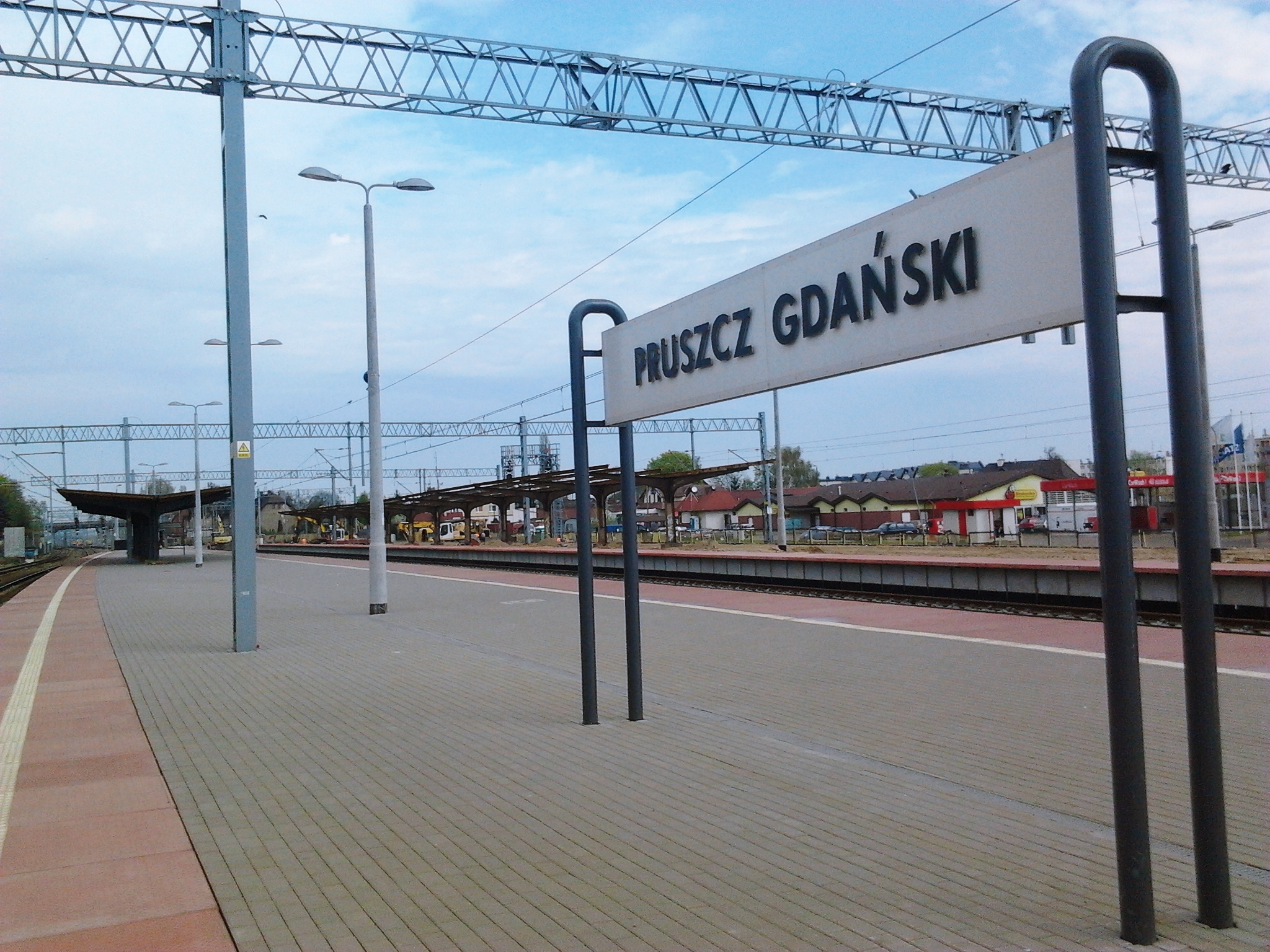
Peron na dworcu kolejowym Pruszcz Gdański

Przez miasto przebiega linia kolejowa nr 9 (Warszawa Wschodnia – Gdańsk Główny) oraz zaczyna się obecnie nieużytkowana linia kolejowa nr 229 do Łeby. Stacja Pruszcz Gdański do połowy grudnia 2016 znajdowała się (z przerwą od połowy 2012 do marca 2014, ze względu na remont linii kolejowej łączącej Trójmiasto z Warszawą) również na trasie pociągów trójmiejskiej SKM. Miasto jest jednym z udziałowców tej spółki.
W dniach 22-26 listopada 2021 PKP SA przeprowadziły rozbiórkę dotychczasowego dworca z 1994, po czym przystąpiły do budowy w jego miejscu nowego.

### Lotniczy
W Pruszczu znajduje się lotnisko, na którym stacjonuje 49 Baza Lotnicza i z którego korzystał w czasie wizyty w Trójmieście prezydent Francji Charles de Gaulle (9.09.1967). W 2013 na północ od betonowego pasa startowego lotniska formalnie powstało lądowisko Pruszcz-Aeroklub należące do Aeroklubu Gdańskiego. 10 kwietnia 2016 spłonął znajdujący się przy ul. Powstańców Warszawy hangar z 1943 roku.

## Kultura

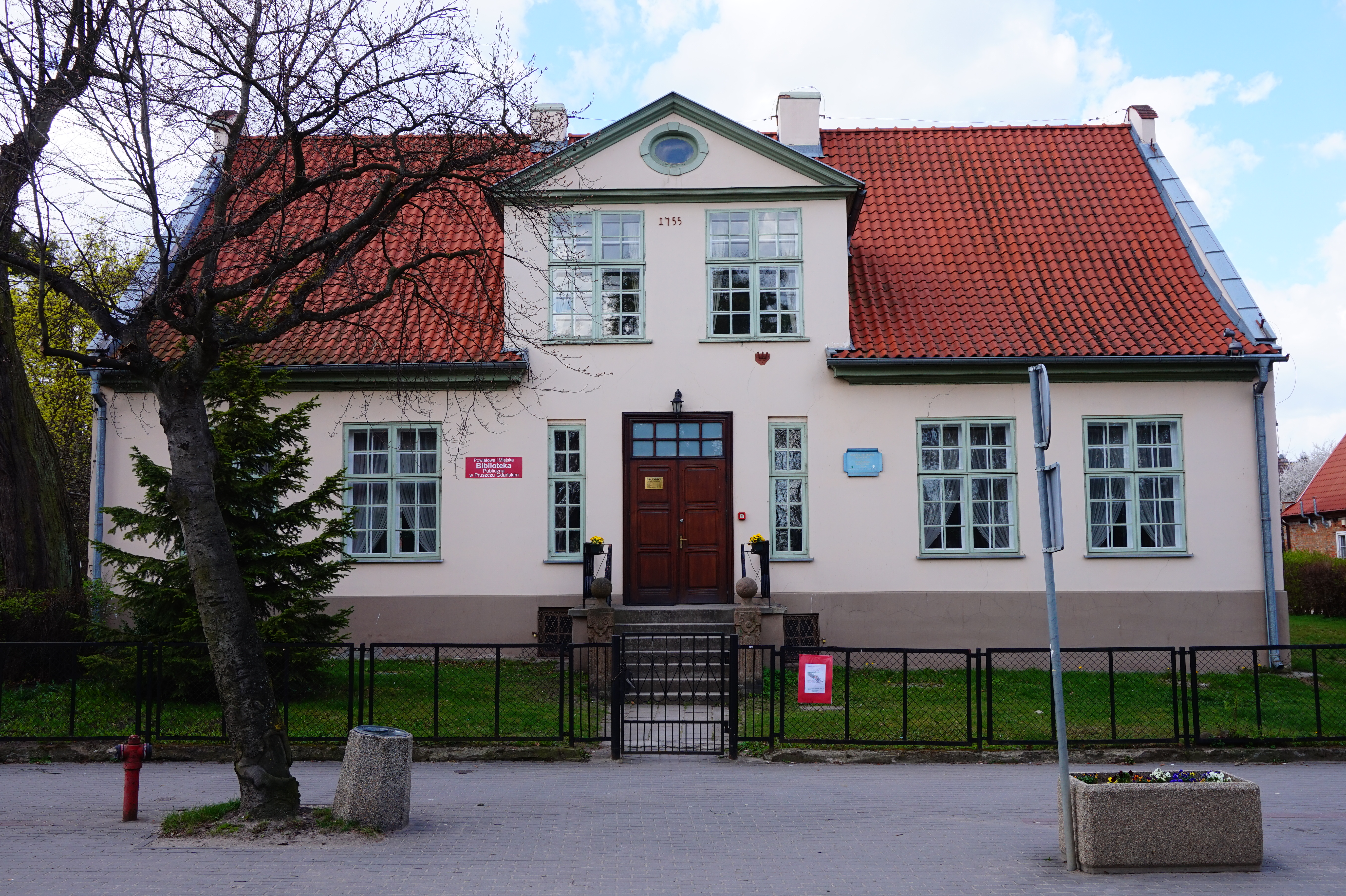
Powiatowa i Miejska Biblioteka Publiczna

Na terenie Gminy Miejskiej Pruszcz Gdański działa od 1 grudnia 2008 samorządowa instytucja kultury – Centrum Kultury i Sportu, które powstało w wyniku połączenia zadań Miejskiego Ośrodka Sportu i Rekreacji oraz Miejskiego Domu Kultury.
Podstawowym zadaniem Centrum jest wspieranie i animowanie kulturowej i sportowej aktywności mieszkańców. W Pruszczu Gdańskim funkcjonuje Powiatowa i Miejska Biblioteka Publiczna. Działalność kulturalna biblioteki to zarówno spotkania autorskie, biesiady literackie, jak również wystawy, wernisaże i koncerty.
W marcu 2013 powstała symfoniczna Orkiestra Miasta Pruszcz Gdański.
26 września 2018 w budynku CKiS otworzono kino Na Bursztynowym Szlaku.

## Sport i rekreacja
Przy Centrum Kultury i Sportu w Pruszczu Gdańskim działają sekcje: tańca towarzyskiego, psich zaprzęgów, cheerleaderek, modelarnia, judo, brydża, kajakowa, koszykówki, piłki nożnej, piłkarzyków, rugby, siatkówki, szachowa, wspinaczki. Z CKiS-em współpracuje między innymi mistrz Europy w wyścigach psich zaprzęgów – Igor Tracz i wielokrotna mistrzyni Polski w tańcu towarzyskim, znana z „Tańca z Gwiazdami” Agnieszka Pomorska. Od 1961 w Pruszczu działa również Miejski Klub Sportowy Czarni – sekcja piłki nożnej, siatkówki i rugby.
Przy Szkole Podstawowej nr 3 znajduje się basen kąpielowy. W 2012 uzyskano pozwolenie na budowę kolejnego basenu o 5 torach i wymiarach 25×12,5 m (z ruchomym dnem ze stalową niecką o maksymalnej głębokości 2 m; zmiana głębokości następuje w tempie 30 cm/min.) i trybunami na 110 osób, salą do squasha, sauną, siłownią i jacuzzi) przy Zespole Szkół nr 4 na Osiedlu Wschód, który otwarto 8 kwietnia 2015 (kosztorys inwestycji opiewał na kwotę ok. 25 mln zł, najniższa oferta złożona w przetargu na budowę wynosiła 16.916.837 złotych, natomiast ostatecznie wybrany wykonawca inwestycji zaoferował w przetargu kwotę 20.241.431,75 złotych; dotacja z Ministerstwa Sportu wyniosła 5 mln zł). W 2012 roku zbudowano kompleks sportowy przy ZSO nr 1, obejmujący pełnowymiarowe boisko do piłki nożnej ze sztuczną trawą, dwa boiska do piłki ręcznej i po jednym dla siatkówki i koszykówki (o nawierzchni poliuretanowej) wraz z oświetleniem; tartanową bieżnię lekkoatletyczną z 4 torami, skocznię w dal, kort tenisowy oraz trybuny dla widzów i tablicę wyników (koszt 3,27 mln zł). Boisko wielofunkcyjne z bieżnią powstało również w 2016 przy Zespole Szkół nr 4.
Również w 2012, na początku roku, kosztem 900 tys. zł uruchomiono sztuczne lodowisko przy Szkole Podstawowej nr 3, a w 2013 przy ul. Modrzewskiego kosztem 929 tys. zł powstało wielofunkcyjne boisko o nawierzchni syntetycznej poliuretanowej, przy którym znajdują się fitness park, kort tenisowy, tor do gry w bule oraz górka saneczkowa.
W 2016 ogłoszono przetarg na budowę nad Radunią 2 basenów odkrytych z podgrzewaną wodą – pływackiego o nieregularnym kształcie i maksymalnych wymiarach 20x25 m oraz brodzika dla dzieci wraz z przymierzalnią. Obiekty miały powstać do połowy 2017 roku w miejscu przedwojennego basenu; ostatecznie, z uwagi na koszty (6,6 mln zł) przekraczające przyjęte założenia, od realizacji projektu odstąpiono.
W południowej części miasta, w dzielnicy Komarowo, znajduje się staw o powierzchni 1,60 ha, który powstał przy budowie lotniska podczas II wojny światowej. Stawem, w którym można spotkać takie gatunki ryb, jak płocie, krąpie, okonie, karasie, leszcze, ukleje, liny, szczupaki, karpie, krasnopiórki, bolenie i jazie, opiekuje się koło PZW „Czapla”.

## Turystyka
Podczas wykopalisk archeologicznych na terenie Pruszcza odnaleziono wiele tysięcy przedmiotów przechowywanych obecnie w Muzeum Archeologicznym w Gdańsku, które świadczą o tym, że w I–V w n.e. funkcjonowała tu faktoria stanowiąca zakończenie północnego odcinka szlaku bursztynowego i będąca jednym z silniejszych ośrodków nad Bałtykiem. Prace nad zrekonstruowaniem faktorii, składającej się z zespołu budynków zlokalizowanych na powierzchni 1,5 ha, zakończono w 2011, oddając ją do użytku 22 lipca 2011 (koszt inwestycji: 7,8 mln zł, w tym 4,9 mln ze środków UE). Zabudowa i aranżacja osady nawiązuje do niezrekonstruowanej dotąd zabudowy północnych stron Barbaricum z pierwszych wieków naszej ery. W skład zespołu wchodzą: chata wodza – główny obiekt o funkcji wystawienniczej (prezentacja eksponatów z Muzeum Archeologicznego i Muzeum Bursztynu w Gdańsku); hala targowa (ekspozycja archeologiczna i centrum edukacyjne), chata kowala i chata bursztyniarza (prezentujące styl życia i warsztaty pracy rzemieślników z epoki wpływów rzymskich). Całość otoczona jest drewnianą palisadą. Zrekonstruowaną faktorię odwiedza rocznie ok. 16 tys. osób.

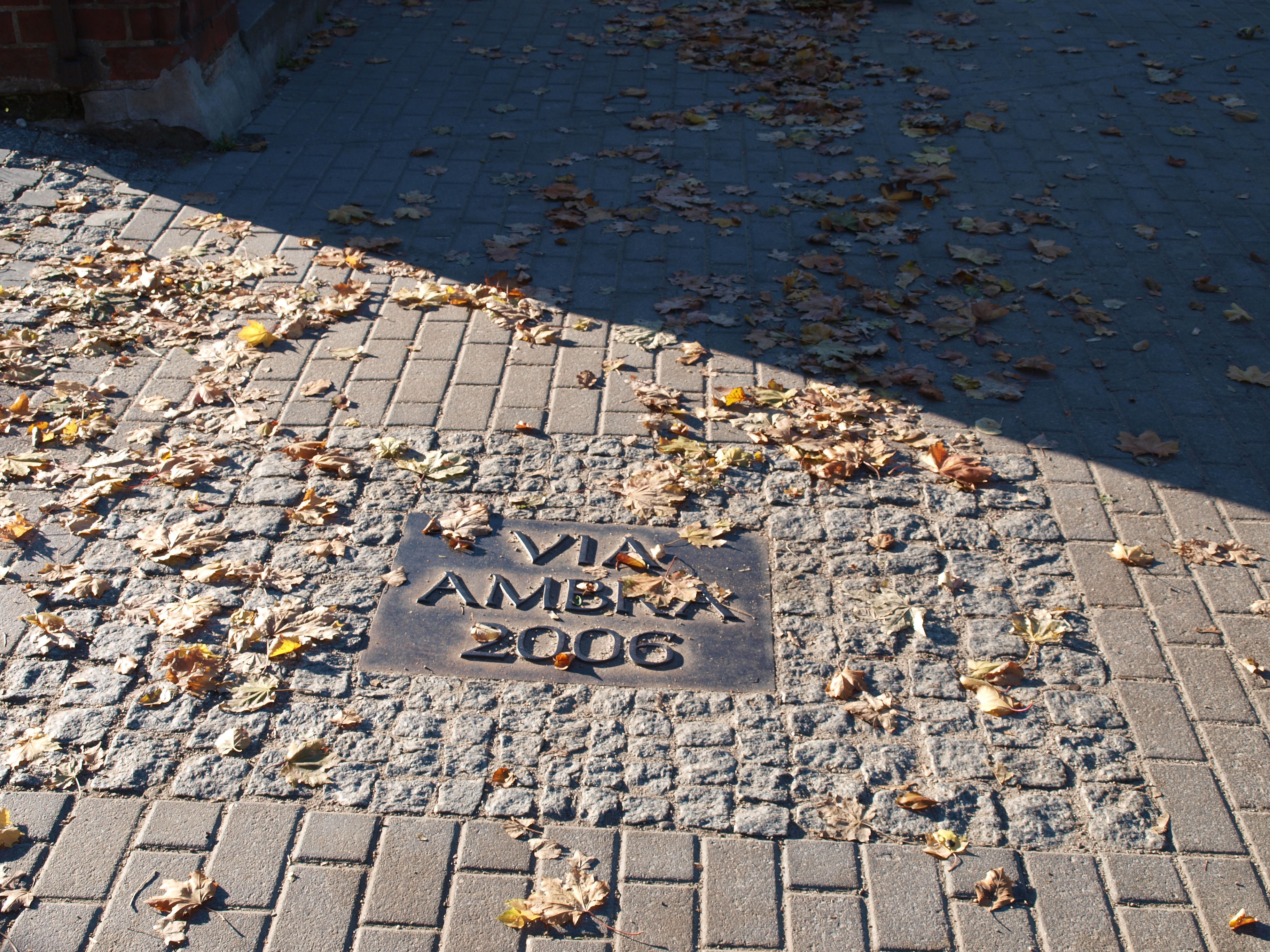
Szlak Bursztynowy w Pruszczu Gdańskim

Zrekonstruowana faktoria znajduje się na terenie 5-hektarowego Międzynarodowego Bałtyckiego Parku Kulturowego, powstałego w 2007 w miejscu mokradeł i nieużytków nad Radunią. Znajdują się tutaj amfiteatr na 500 osób (w 2016 zadaszony), ogród „Cztery pory roku”, plac zabaw dla dzieci, wielofunkcyjne boisko, skate park i górka saneczkowa. Od 2009 w ramach festiwalu Faktoria Kultury w miesiącach letnich w amfiteatrze odbywają się przedstawienia teatralne (Scena Letnia Teatru Wybrzeże) i koncerty muzyczne (w 2012 przyciągnęły one 40 tysięcy widzów, a w 2013 ponad 21 tysięcy). W 2022 spektakle teatralne obejrzało rekordowe 16000 widzów, a 12000 wzięło udział w koncertach. Przez teren parku przebiega Szlak Przedwojennych Elektrowni Wodnych na rzece Raduni.
Równolegle z realizacją Faktorii w 2006 powstał wiodący przez miasto ciąg pieszo-rowerowy Via Ambra, stylizowany na istniejący w okresie wpływów rzymskich Szlak Bursztynowy (koszt: 2,62 mln zł, z czego 1,96 mln ze środków UE). W 2011 roku wyznaczono na jego trasie dwie ścieżki dydaktyczne: Szlakiem pruszczańskich odkryć archeologicznych oraz Szlakiem Kanału Raduni, przy których ustawiono 8 tablic edukacyjnych z informacjami o historii miasta i wydarzeniach dotyczących przeszłości Pruszcza i okolic.
W 2013 wytyczono na obszarze miasta pierwszy znakowany szlak turystyczny , biegnący z dworca kolejowego przez teren faktorii (3 km od dworca) w górę rzeki Raduni w kierunku Juszkowa (5,5 km), Straszyna (8,5 km) i Kolbud (20 km). Jest to wydłużony „Szlak Bursztynowy”, wiodący pierwotnie z Kolbud przez Bąkowo do Otomina, a liczący obecnie 35,5 km długości.
od 1998 do 2018 na terenie lotniska corocznie w lipcu odbywał się największy w Polsce zlot właścicieli samochodów marki Volkswagen („VW Mania”).

## Miasta partnerskie
- Hofheim am Taunus  Niemcy[85]
- Szyłokarczma  Litwa[85]
- Kupiańsk  Ukraina[85]

## Wspólnoty wyznaniowe

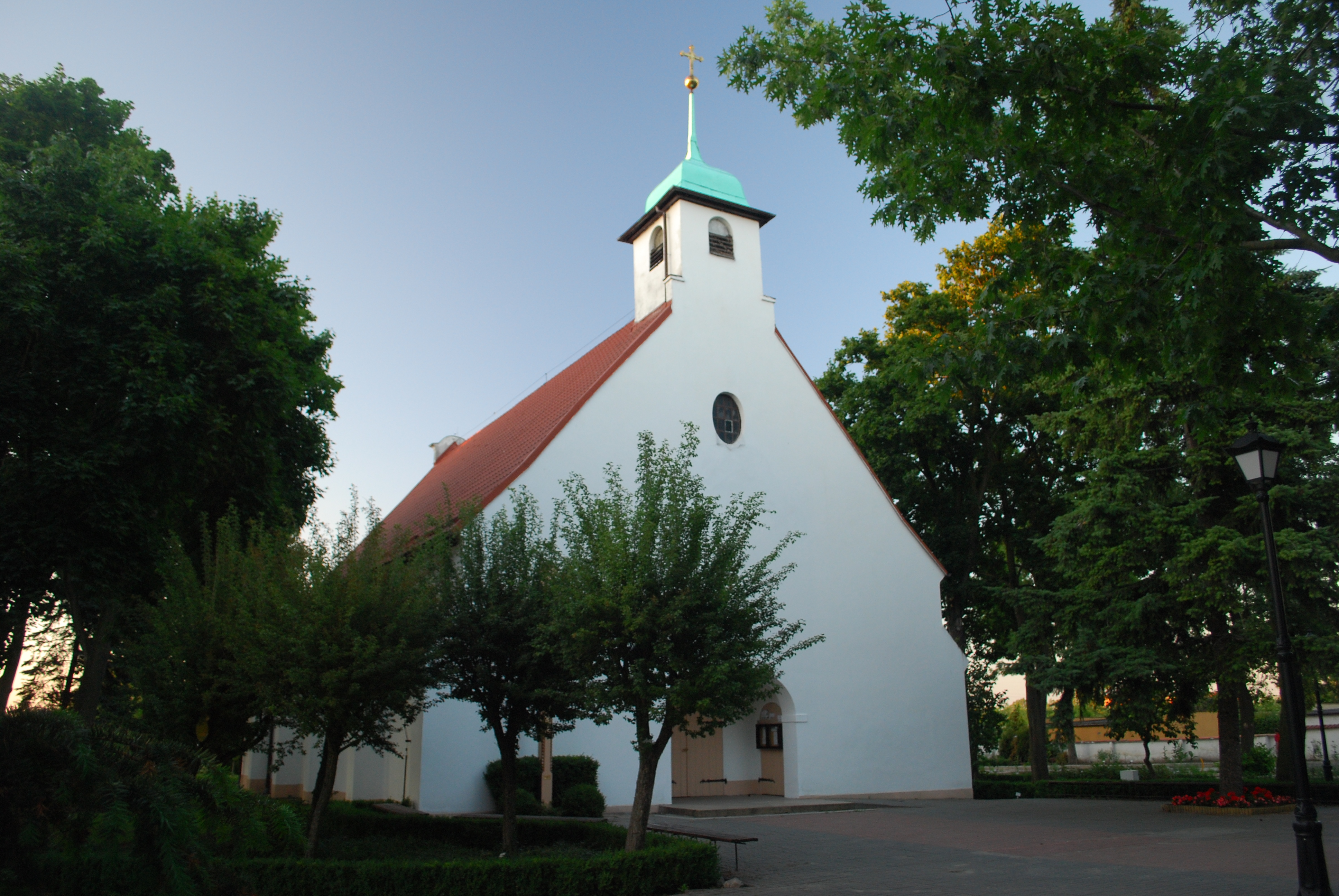
Kościół Matki Boskiej Nieustającej Pomocy

Na terenie miasta działalność religijną prowadzą:
- Kościół rzymskokatolicki:
  - Parafia bł. Michała Kozala BM i bł. ks. Jerzego Popiełuszki
  - Parafia pw. Matki Boskiej Nieustającej Pomocy – kościół Matki Boskiej Nieustającej Pomocy
  - Parafia pw. Podwyższenia Krzyża Świętego – kościół Podwyższenia Krzyża Świętego
- Kościół Zielonoświątkowy
  - zbór „Pojednanie”[86]
  - zbór "Nowa Nadzieja w Chrystusie" (w tym grupa ukraińsko-rosyjskojęzyczna)[87]
- Świadkowie Jehowy
  - dwa zbory (w tym grupa ukraińskojęzyczna)[88].
- Wspólnota Ducha Bożego[89]

## Linki zewnętrzne

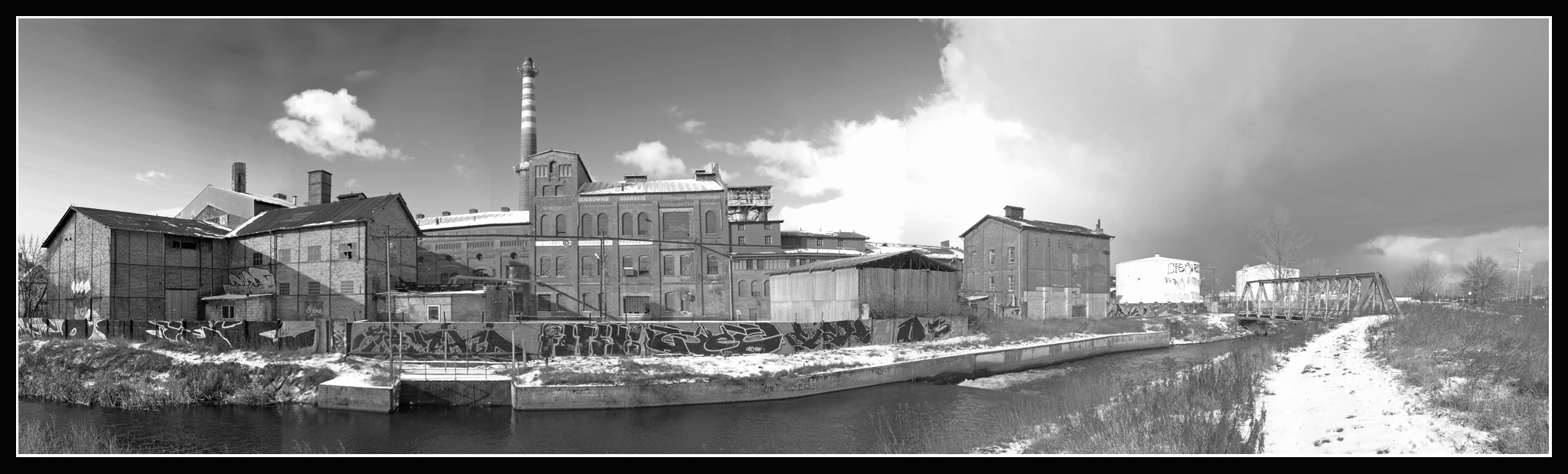
Cukrownia w Pruszczu Gdańskim